# Hatzegopteryx
Hatzegopteryx thambema
Ne doit pas être confondu avec Archaeopteryx.
Genre
Espèce
Hatzegopteryx (« l'ailé du bassin de Hatzeg ») est un genre fossile de ptérosaure azhdarchidé trouvé dans les dépôts maastrichtiens récents de la formation de Densuș-Ciula, affleurant en Transylvanie, en Roumanie. Il n'est connu que par l'espèce type Hatzegopteryx thambema ainsi nommée par Buffetaut et al. en 2002 sur la base de parties du crâne et de l'humérus. Des spécimens supplémentaires, y compris une vertèbre cervicale, ont ensuite été rattachés à ce genre, représentant une gamme de tailles. Le plus important de ces vestiges indique qu'il faisait partie des plus grands ptérosaures, avec une envergure estimée de 10 à 12 m, pour un poids allant jusqu'à 360 kg.
Hatzegopteryx avait un crâne très large portant de grandes attaches musculaires ; les os ont une texture interne spongieuse au lieu d'être creux ; le cou est court, robuste et très musclé, mesurant 1,5 m de long : environ la moitié de la longueur des autres azhdarchidés d'envergure comparable (Arambourgiania, Quetzalcoatlus). Hatzegopteryx survolait l'île de Hatzeg, située dans la zone subtropicale du Crétacé, dans l'océan Téthysien, et aujourd'hui devenue une dépression aux pieds des Alpes de Transylvanie. En l'absence de grands théropodes, Hatzegopteryx était probablement le superprédateur de l'île Hatzeg, pouvant s'attaquer à des dinosaures endémiques, ici atteints de nanisme insulaire, comme les titanosaures et les iguanodontes nains.

## Taille

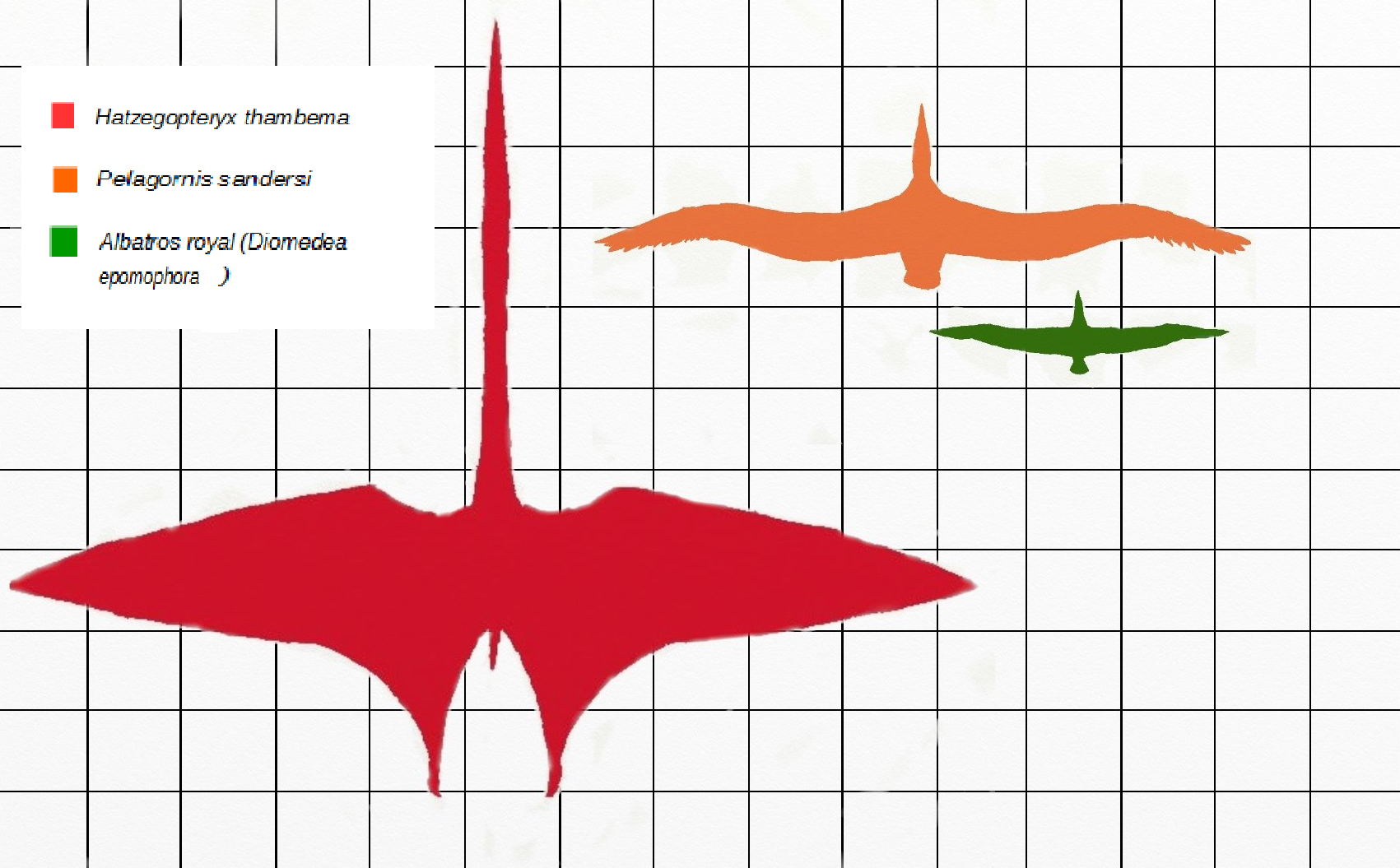
Comparaison de la taille de Hatzegopteryx (rouge) avec Pelagornis sandersi (orange) et albatros royal (vert).

La taille de Hatzegopteryx a été initialement estimée en comparant les fragments d'humérus avec celle de Quetzalcoatlus northropi. Observant que le fragment Hatzegopteryx présentait moins de la moitié de l'os d'origine, Buffetaut et al. ont établi qu'il pourrait éventuellement avoir été légèrement plus long que celui de Quetzalcoatlus. L’envergure de ce dernier avait été estimée entre 11 et 12 m en 1981. Les estimations précédentes avaient largement dépassé ces estimations, avec une envergure allant de 15 à 20 m. Ils ont conclu qu’une estimation de 12 m était probable dans le cas d'Hatzegopteryx, à condition que son humérus soit plus long que celui de Q. northropi,. En 2010, Mark Witton et Michael Habib ont conclu que Hatzegopteryx n'avit probablement pas plus d'envergure que Q. northropi : les conclusions initiales ne tenaient pas compte de la distorsion de l'os. Ce dernier est généralement estimé à 10 ou 11 m d'envergure.
Il a été suggéré, sur la base de la large et robuste vertèbre du cou attribuée à Hatzegopteryx, que la colonne vertébrale entière de l’animal a pu être élargie, augmentant ainsi sa taille globale. Cependant, ce n'est probablement pas le cas, car les vertèbres cervicales des gros ptérodactyles ont généralement tendance à être plus larges et plus larges que le reste des vertèbres. Bien que les estimations de la taille des ptérosaures basées sur les vertèbres seules ne soient pas particulièrement fiables, la taille de cette vertèbre correspond à celle d’un animal mesurant entre 10 et 12 m d'envergure.
En juin 2019, en plus d'une nouvelle reconstitution de sa mâchoire inférieure, Mark Witton a réalisé une nouvelle estimation (non publiée) du poids de l'animal. Avec ses 360 kg, Hatzegopteryx serait l'animal volant le plus lourd de tous les temps.

## Découverte et nomination

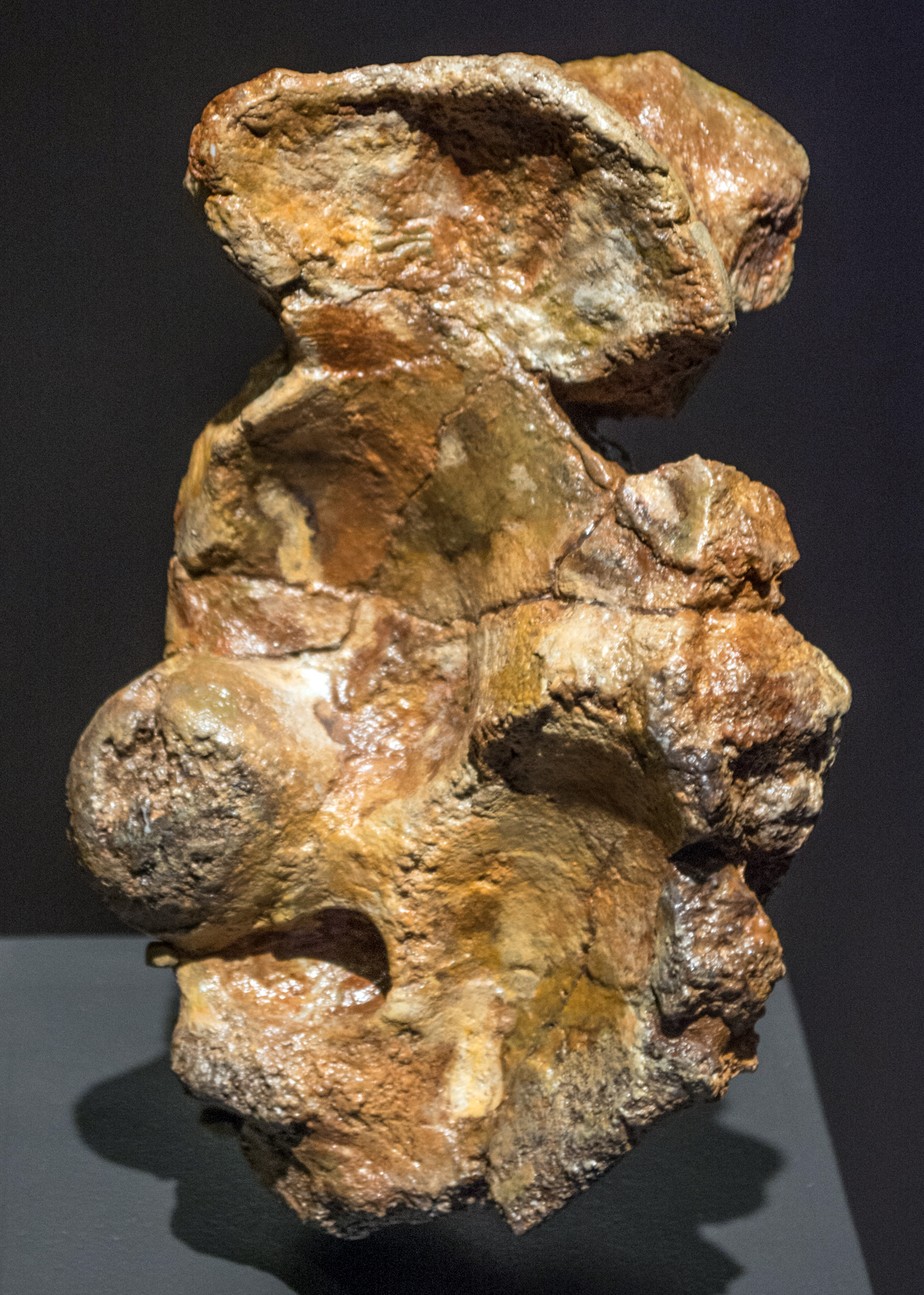
Fragment d'un os du poignet.

Les premiers fossiles de Hatzegopteryx ont été trouvés dans la partie supérieure de la formation de Densuș-Ciula, dans le village transylvain de Vălioara, au nord-ouest du bassin de Hatzeg, dans les Alpes de Transylvanie, en Roumanie, qui a été daté de la fin du Maastrichtien, dernier étage stratigraphique du Crétacé supérieur, il y a environ 66 millions d'années, peu avant l'extinction Crétacé-Paléogène. L'holotype de Hatzegopteryx, matricule « FGGUB R 1083A », est constitué de deux fragments de l'arrière du crâne et de la partie proximale, endommagée, de l'humérus gauche. L'un de ces fragments, à savoir la région occipitale, a d'abord été attribuée à un dinosaure théropode lors de sa première publication en 1991,. Longue de 38,5 cm, une section moyenne d'un fémur trouvé à proximité, matricule « FGGUB R1625 », peut également avoir appartenu à un Hatzegopteryxjuvénile ou plus petit, d'une taille de 5 à 6 m d'envergure. Parmi les autres spécimens signalés dans ce site fossilifère, on compte aussi une mandibule non publiée, provenant d'un individu de grande taille,.
Hatzegopteryx a été ainsi nommé en 2002 par le paléontologue français Éric Buffetaut et les paléontologues roumains Dan Grigorescu et Zoltan Csiki. Le nom générique est dérivé du bassin de Hatzeg où les os ont été trouvés, et du grec πτέρυξ, -υγος ou πτερύξ, -ῦγος : pteryx, « aile, ailé »). Le nom spécifique thambema est dérivé du grec θάμβημα, -ήματος : « enfoui, enterré »,.
De nouveaux fossiles de Hatzegopteryx ont depuis été trouvés d'autres localités. Dans la formation de Sânpetru de la localité de Vadu, à Santa Maria-Orlea, déjà fouillée en 1895 par Ferenc Nopcsa, un scapulo-coracoïde de taille moyenne provient probablement à un individu d'une envergure de 4,5 à 5 m. Dans la localité de Râpa Roşie de la formation de Sebeş, contemporaine et adjacente à la formation de Densuș-Ciula, on a trouvé une vertèbre large, matricule « RR » ou « EME 215 »,. Bien que l'absence d'éléments se chevauchant empêche ce spécimen d'être définitivement attribué à Hatzegopteryx thambena, sa structure osseuse interne spécifique, ainsi que l'absence de preuve d'autres espèces d'azhdarchidés dans la région, plaident en faveur d'une appartenance à Hatzegopteryx sp.

## Classification

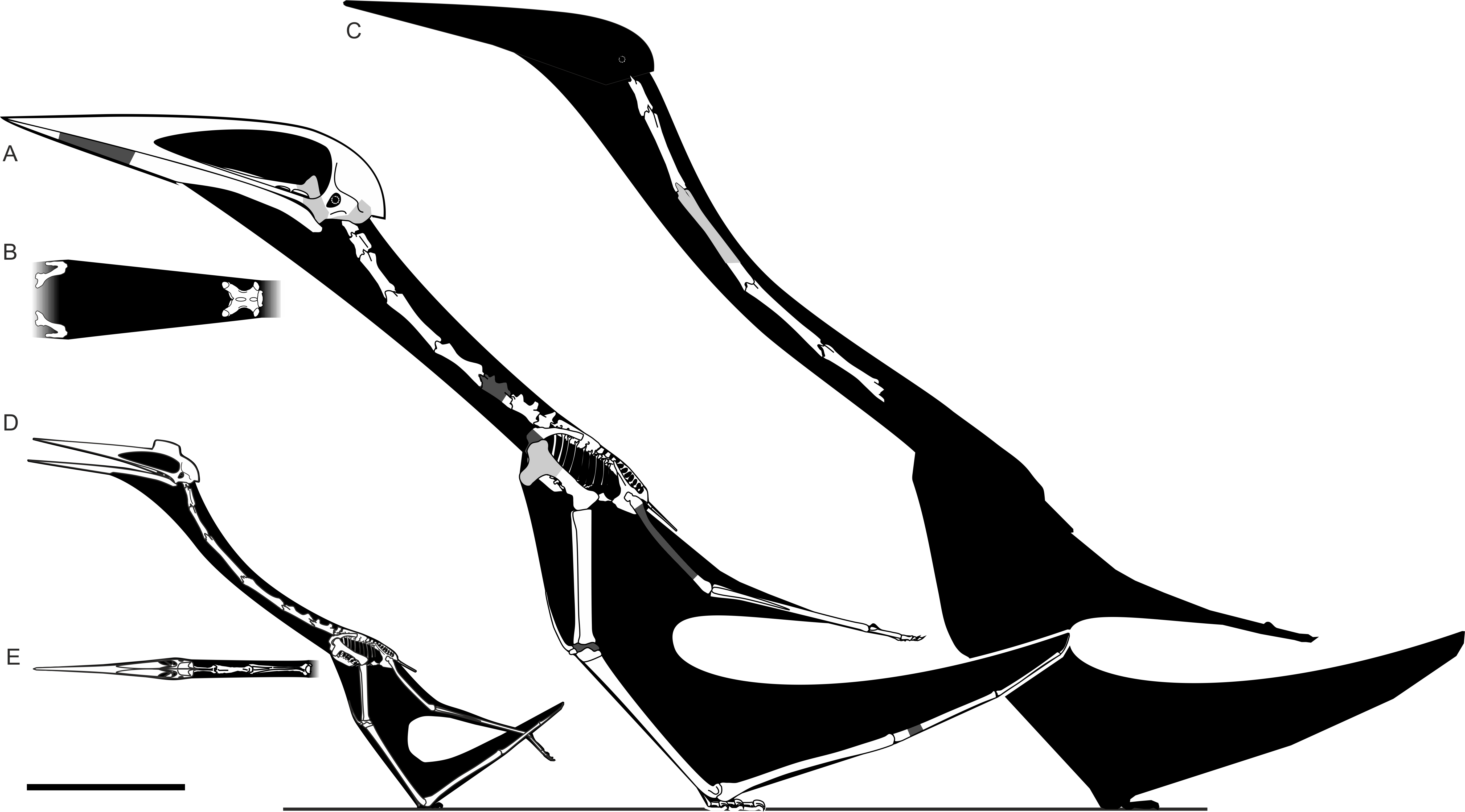
Hatzegopteryx (AB, holotype en gris clair et éléments référencés en gris foncé) comparé à Arambourgiana (C) et Quetzalcoatlus sp. (DE).

Des similitudes entre l'humérus d'Hatzegopteryx et de Quetzalcoatlus northropi ont été notées. Les deux ont une longue et lisse crête deltopectorale et une tête humérale épaissie. Celles-ci constituaient initialement la base de la référence du taxon au clade Azhdarchidae mais elles sont assez similaires pour constituer une base de la synonymie de Hatzegopteryx et de Quetzalcoatlus. Cependant, ce n'est pas une certitude car dans la taxonomie des azhdarchidés, l'humérus n'est pas identifiant, et il n'y a pas encore de description détaillée des éléments de Q. northropi. Cependant, l’anatomie du cou et de la mâchoire de Hatzegopteryx est clairement distincte de celle de Q. sp. qui justifie le maintien de Hatzegopteryx en tant que taxon distinct de Quetzalcoatlus,,.
La vertèbre cervicale attribuée à Hatzegopteryx sp. présente des traits clairement azhdarchidiens. Le centre est relativement bas, les zygapophyses sont grands et aplatis, et les parties préservées de la colonne vertébrale indiquent que celle-ci est bifide ou séparée en deux.

## Anatomie

### Crâne, ailes
Alors que le crâne de Hatzegopteryx était exceptionnellement grand et robuste, les os de ses ailes sont comparables à ceux d’autres ptérosaures. Buffetaut et al. ont suggéré que, pour décoller, le poids du crâne de Hatzegopteryx devait avoir été réduit soit par la structure interne des os du crâne, remplis fosses spongieuses et de creux (alvéoles) jusqu’à 10 mm de long, séparés par de minces traverses osseuses (trabécules). Les os des ailes avaient une structure interne similaire. Cette construction inhabituelle diffère de celle des autres ptérosaures et évoque la structure du polystyrène expansé, rendant le crâne solide et résistant aux chocs, mais également léger, compatible avec le vol. Une structure interne similaire est également observée dans la vertèbre cervicale appelée Hatzegopteryx.
Le crâne de Hatzegopteryx avait une longueur initialement estimée à 3 m sur la base de comparaisons avec Nyctosaurus et Anhanguera, ce qui en fait l’un des plus grands crânes chez les animaux non marins. Le crâne a été élargi à l’arrière et mesurait 50 cm de large à travers les os quadrates. Alors que la plupart des crânes de ptérosaures sont composés de plaques et de contreforts graciles, les os du crâne de Hatzegopteryx sont robustes, avec de grandes crêtes indiquant de fortes attaches musculaires. En 2018, Mátyás Vremir a conclu que Hatzegopteryx avait probablement un crâne plus court et plus large qu'estimé, d'une longueur à 1,6 m.

### Mâchoire
La mâchoire présente un sillon distinctif à son point d'articulation, également observé chez certains autres ptérosaures dont Pteranodon, pouvant permettre une très large ouverture de la bouche. Des fossiles non publiés attribués à Hatzegopteryx suggèrent qu'il avait un bec relativement court et profond, qui le rapproche des azhdarchidés à « bec large » plutôt que de ceux à « bec fin » comme Quetzalcoatlus ; peut-être avait-il un sac gulaire.

### Vertèbres cervicales et biomécanique du cou

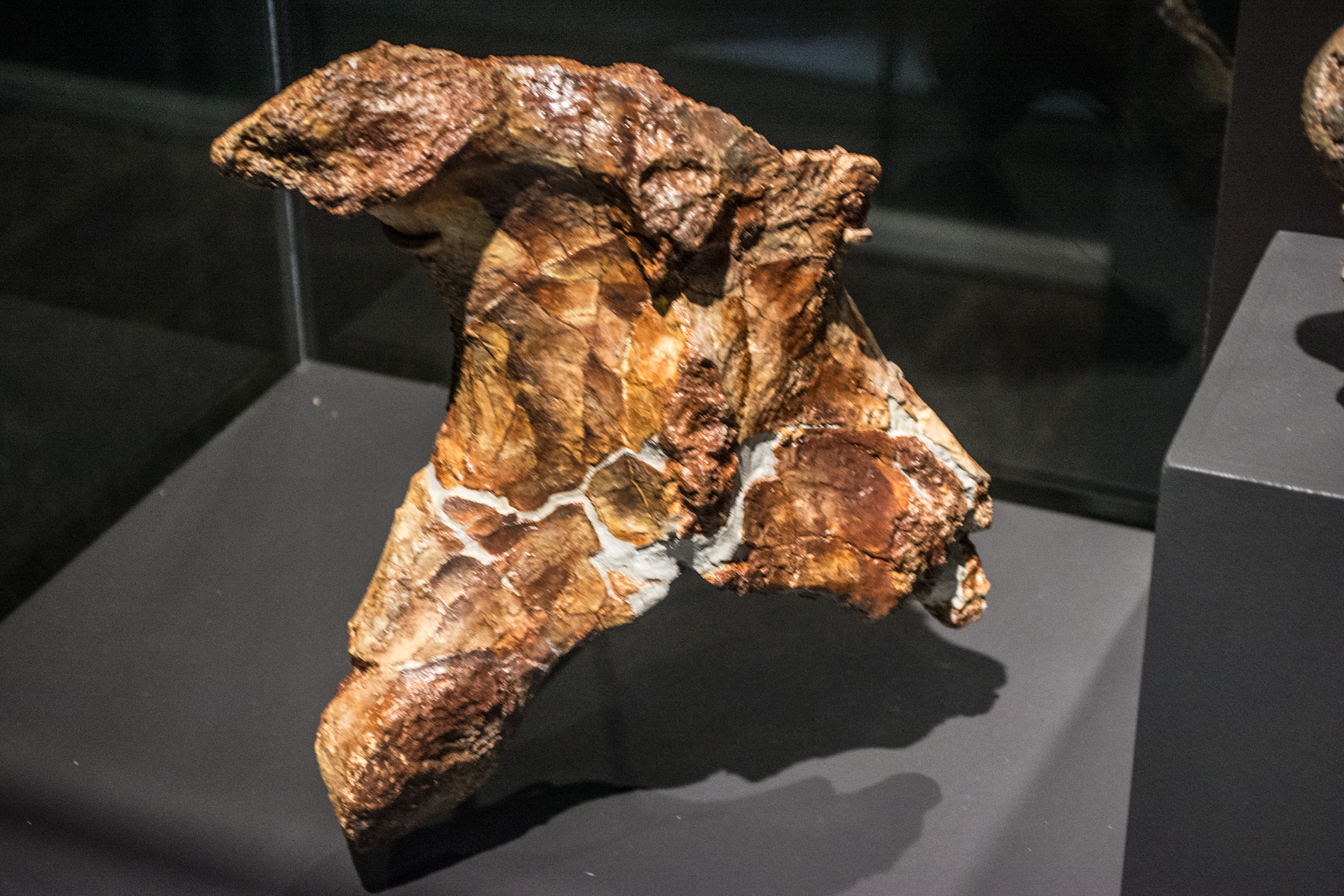
Vertèbre cervicale d'Hatzegopteryx thambema, Cleveland Natural History Museum

Une vertèbre cervicale attribuée à Hatzegopteryx est courte, large et particulièrement robuste. La portion conservée mesure 24 cm de long, la vertèbre entière mesurant probablement 30 cm à l'origine. Les ptérosaures avaient neuf vertèbres cervicales; les troisième à septième vertèbres cervicales mesuraient ensemble environ 1,5 m de longueur, la plus longue vertèbre, la cinquième, ayant environ 40 cm de longueur. La même vertèbre chez le tout aussi grand Arambourgiania mesurait 2,65 m ce qui indique que le cou de Hatzegopteryx plus court de 50 à 60% que celui des autres azhdarchidés de sa taille, était aussi plus souple.
La paroi inférieure des cervicales était aussi inhabituellement épaisse, de 4 à 6 mm. Chez la plupart des autres azhdarchidés, y compris Arambourgiania, cette paroi est bien plus fine (moins de 2,6 mm). Bien que l'épine neurale de la vertèbre ne soit pas complètement préservée, la largeur de la partie fossilisée suggère qu'elle était relativement grande et robuste par rapport à celle des autres ptérosaures. Les autres aspects de la vertèbre se rapprochent le plus étroitement de la septième cervicale du plus petit Azhdarcho : les cotyles (articulations de la mâchoire) sont beaucoup moins profondes que les arcs neuraux et sont quatre fois plus larges que hautes. Une forme au bas de la vertèbre, appelée hypapophyse, est présente. Les formes à l'avant des vertèbres, les prezygapophyses, sont évasées et la vertèbre a un sillon effilé en son centre. Bien qu'initialement identifiés comme une troisième vertèbre du cou ces traits permettent de reconnaître que la vertèbre provient de l'arrière du cou, plus précisément de la septième vertèbre, et le tout suggère un cou robuste de prédateur au sol capable d'appréhender, secouer, déchiqueter des proies plus massives que la plupart des autres ptérosaures.

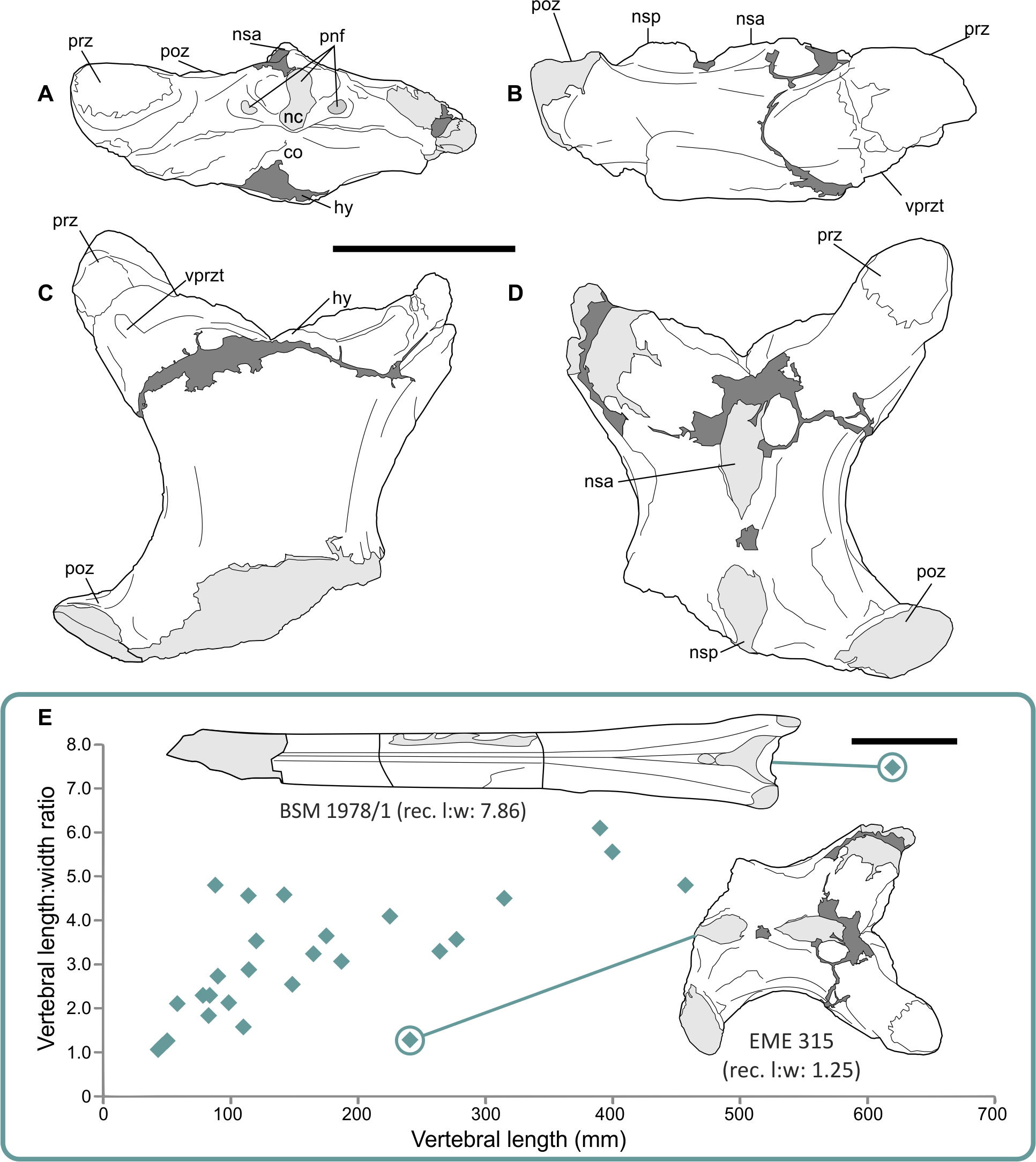
Septième vertèbre cervicale.

En raison de ses vertèbres robustes et à parois épaisses, le cou de Hatzegopteryx était beaucoup plus puissant que celui d'Arambourgiania. Ceci peut être quantifié en utilisant le point relatif de rupture osseuse d'une vertèbre, divisé par la masse du ptérosaure auquel elle appartient, estimée entre 180 et 250 kg pour Arambourgiania et Hatzegopteryx. Alors que les vertèbres du cou d'Arambourgiania cassent à environ la moitié de son poids, les vertèbres du cou postérieur de Hatzegopteryx peuvent supporter entre cinq et dix fois son poids. Même les vertèbres antérieures du cou de Hatzegopteryx, supposément plus longues, pourraient supporter quatre à sept fois son poids.
.

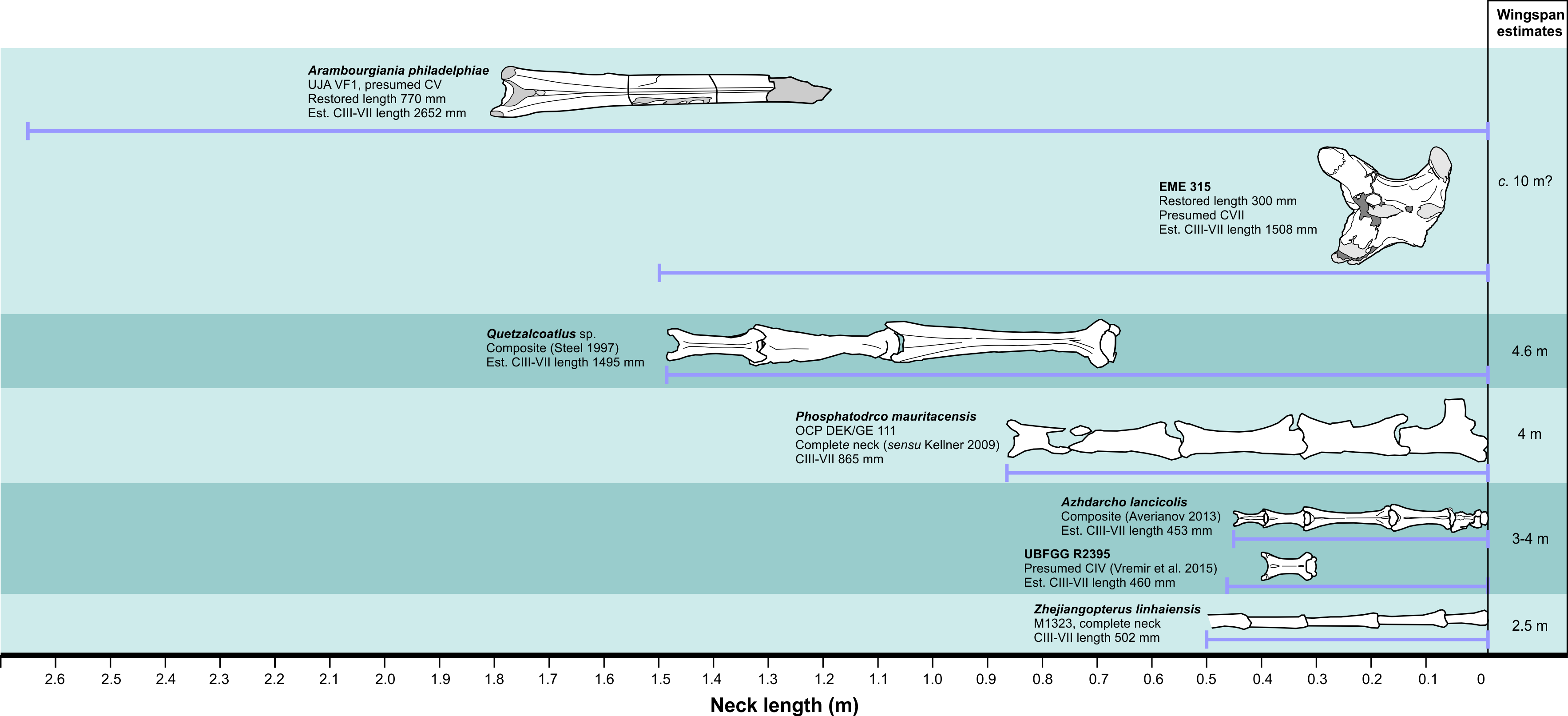
Longueur du cou de Hatzegopteryx (deuxième à partir du haut) comparée à celle des azhdarchidés comparables comme Arambourgiania (en haut) ou Quetzalcoatlus sp. (troisième à partir du haut)

Bien que les vertèbres de Hatzegopteryx soient beaucoup plus robustes que chez Arambourgiania, leurs rapports rayon de l'épaisseur osseuse (R / t) sont à peu près identiques (9,45 pour Hatzegopteryx et 9,9 pour Arambourgiania). Cela peut représenter un compromis entre l'augmentation de la résistance à la flexion et la résistance à la torsion ; des rapports R / t plus élevés entraînent une amélioration de la résistance à la flexion, mais une résistance au plus faible à la torsion. Pour compenser cela, Hatzegopteryx présente un certain nombre d’autres adaptations visant à améliorer la résistance de ses os, notamment les structures internes spécifiques des os et les grandes articulations des vertèbres, ces dernières facilitant la répartition des contraintes.
Avec de telles cervicales, le cou de Hatzegopteryx était probablement fortement musclé. Sur les os occipitaux, les lignes nucales qui servent d'attachements musculaires, sont très bien développées et portent des marques saillantes qui soutenaient probablement de forts muscles transversospinaux, facilitant l'extension et la flexion de la tête et du cou. De même, le processus opisthotique, les épines neurales et les zygapophyses semblaient tous avoir été volumineux et robustes (ces derniers comportant de nombreux creux et arêtes qui représentent probablement des cicatrices musculaires) et les tubérosités basioccipitales longues ; ceux-ci servent tous de points d’attache pour divers muscles de la tête et du cou. Bien que n'étant pas tout à fait inattendu, le cou d'Arambourgiania n’aurait probablement pas été aussi musclé que celui de Hatzegopteryx.

## Paléoécologie

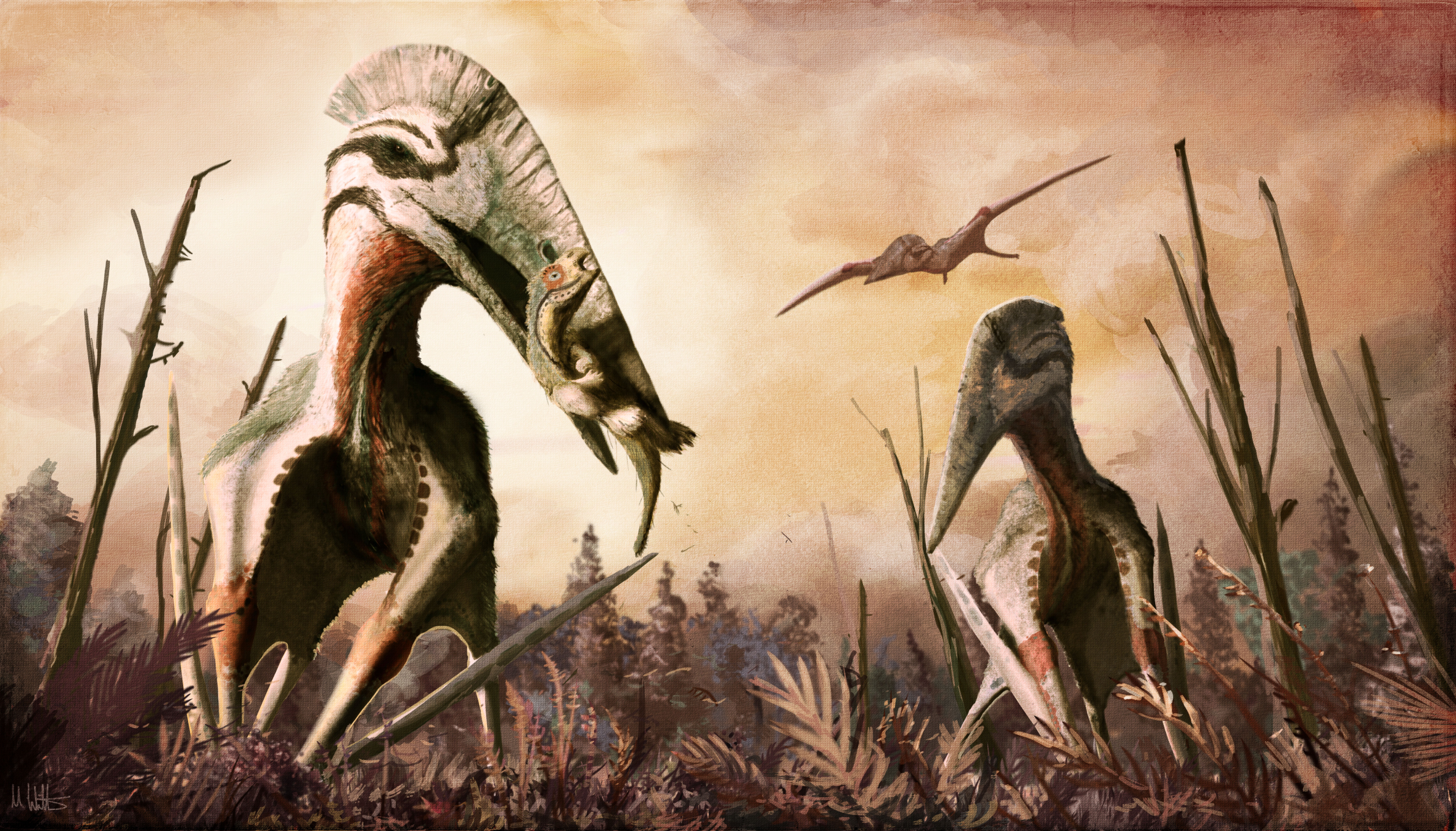
Restitution paléoartistique par Mark Witton de Hatzegopteryx sp. s'attaquant à de jeunes iguanodontes nains du genre Zalmoxes. Cette représentation, datant de 2017, met en avant la puissance et les capacités de prédateur au sol de Hatzegopteryx.

Comme tous les ptérosaures azhdarchides, Hatzegopteryx était probablement un prédateur et charognard opportuniste en quête de nourriture terrestre. Dans l'évolution insulaire il fait partie des espèces ayant développé un gigantisme insulaire, tandis que les dinosaures locaux, pour leur part, étaient atteints de nanisme insulaire. De la taille d'une girafe lorsqu'il est posé au sol, il est l'un des superprédateurs de l'Europe maastrichtienne, et, dans l'écosystème de l'île Haţeg, il ne subissait pas la concurrence des théropodes hypercarnivores présents sur le continent. L'anatomie robuste de Hatzegopteryx donne à penser qu'il pouvait s'attaquer à des animaux trop gros pour être avalés entiers, pour les déchiqueter et en déguster les carcasses à plusieurs, à la manière des marabouts et des jabirus actuels. D'autres azhdarchidés comme Arambourgiania se sont probablement nourris de petites proies (pouvant atteindre la taille d'un être humain), notamment de petits dinosaures juvéniles et d'œufs. Un autre ptérosaure, Thalassodromeus, a également été suggéré comme un prédateur au sol.

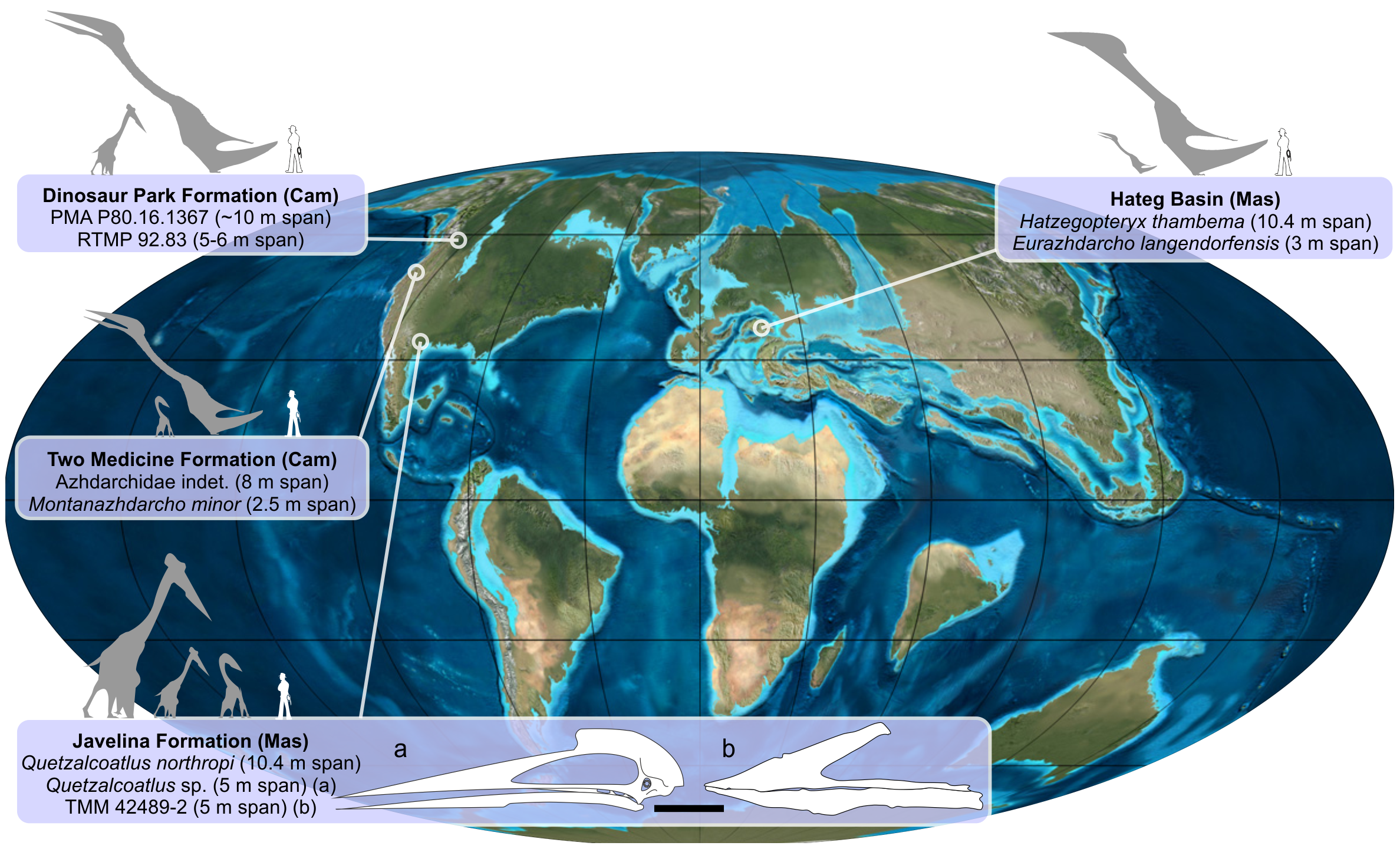
Carte montrant les sites à azhdarchidés du Crétacé supérieur dans le monde.

Outre Hatzegopteryx, les archosaures de l'écosystème de l'île Hatzeg comprenaient d'autres ptérosaures comme le petit azhdarchidé Eurazhdarcho d'une envergure de 3 m, deux autres azhdarchidés non encore nommés, l'un d'une envergure de 3,5 à 4 m, l'autre de 5 m et apparemment aussi des petits ptéranodontides. Le solide, de voler, et éventuellement herbivore avialan. En outre,un droméosaure nommé Balaur bondoc présente deux griffes élargies en faucille sur chaque pied. L'écosystème accueillait aussi des titanosaures nains comme Magyarosaurus et Paludititan, l'hadrosaure Telmatosaurus, les iguanodons Zalmoxes, le nodosaure Struthiosaurus, divers petits maniraptoriens fragmentaires : Bradycneme, Elopteryx et Heptasteornis andrewsi, des crocodiliens appartenant aux genres Allodaposuchus, Doratodon et Acynodon.
L'île Hatzeg abritait aussi les mammifères multituberculés kogaionidés Kogaionon, Barbatodon, Litovoi tholocephalos et Hainina,
Parmi les reptiles, l'île a livré des lézards tels que le teïide Bicuspidon et la paramacellodide Becklesius ; un serpent madtsoïide non nommé et les lissamphibiens Albanerpeton, Eodiscoglossus et Paradiscoglossus.
Pendant le Maastrichtien, l'Europe du Sud-Est était un archipel tropical situé à 27° de latitude nord, semblable à l'actuelle Insulinde. Les espèces de l'écosystème de l'île Hatzeg vivaient sur une masse continentale d'environ 80 000 km2 connue sous le nom de bloc Tisso-Dacique, séparée des autres masses continentales par des étendues d'océan profond dans toutes les directions sur 200 ou 300 km, et dont l'île Hatzeg était une petite partie émergée,. L'île était située plus au sud que la latitude actuelle de 45° nord ; le climat présentait probablement des saisons sèches et humides distinctes et une température moyenne d’environ 25 °C. L'environnement consistait en diverses plaines alluviales, zones humides, lacs et rivières , entourées de terres boisées dominées par des fougères et des angiospermes. Les paléosols indiquent un climat où les saisons sèches duraient bien plus longtemps que les pluvieuses, avec des précipitations annuelles inférieures à 1 000 mm.

## Classification
Afin d'évaluer les relations de parenté d'Infernodrakon, Thomas et al. (2025) l'ont intégré à la matrice phylogénétique exhaustive de Pêgas, 2024, centrée sur les ptérosaures. Ils ont identifié Infernodrakon comme taxon frère d'Arambourgiania au sein du clade des azhdarchidés Quetzalcoatlinae. Ces résultats sont présentés dans le cladogramme ci-dessous :
|  | Eurazhdarcho                                                     |
|  |                                                                  |
|  | \| \| Phosphatodraco \| \| \| \| \| \| Wellnhopterus \| \| \| \| |
|  |                                                                  |
|  | Phosphatodraco                                                   |
|  |                                                                  |
|  | Wellnhopterus                                                    |
|  |                                                                  |

|  | Phosphatodraco |
|  |                |
|  | Wellnhopterus  |
|  |                |

|  | Eurazhdarcho                                                     |
|  |                                                                  |
|  | \| \| Phosphatodraco \| \| \| \| \| \| Wellnhopterus \| \| \| \| |
|  |                                                                  |
|  | Phosphatodraco                                                   |
|  |                                                                  |
|  | Wellnhopterus                                                    |
|  |                                                                  |

|  | Phosphatodraco |
|  |                |
|  | Wellnhopterus  |
|  |                |

|  | Azhdarcho  |
|  |            |
|  | Cryodrakon |
|  |            |

|  | Zhejiangopterus                                                |
|  |                                                                |
|  | \| \| Aerotitan \| \| \| \| \| \| Mistralazhdarcho \| \| \| \| |
|  |                                                                |
|  | Aerotitan                                                      |
|  |                                                                |
|  | Mistralazhdarcho                                               |
|  |                                                                |

|  | Aerotitan        |
|  |                  |
|  | Mistralazhdarcho |
|  |                  |

|  | Albadraco     |
|  |               |
|  | Hatzegopteryx |
|  |               |

|  | Quetzalcoatlus lawsoni                               |
|  |                                                      |
|  | Quetzalcoatlus northropi                             |
|  |                                                      |
|  | FSAC-OB 14 (Ouled Abdoun Basin, aff. Quetzalcoatlus) |
|  |                                                      |
|  | UCMP 114286 (Lance Formation, cf. Quetzalcoatlus)    |
|  |                                                      |

|  | Infernodrakon                                                                                                |
|  | |
|  | \| \| Arambourgiania \| \| \| \| \| \| MPPM 2000.23.1 (Coon Creek Formation, Arambourgiania sp.) \| \| \| \| |
|  | |
|  | Arambourgiania                                                                                               |
|  | |
|  | MPPM 2000.23.1 (Coon Creek Formation, Arambourgiania sp.)                                                    |
|  | |

|  | Arambourgiania                                            |
|  |                                                           |
|  | MPPM 2000.23.1 (Coon Creek Formation, Arambourgiania sp.) |
|  |                                                           |

|  | Quetzalcoatlus lawsoni                               |
|  |                                                      |
|  | Quetzalcoatlus northropi                             |
|  |                                                      |
|  | FSAC-OB 14 (Ouled Abdoun Basin, aff. Quetzalcoatlus) |
|  |                                                      |
|  | UCMP 114286 (Lance Formation, cf. Quetzalcoatlus)    |
|  |                                                      |

|  | Infernodrakon                                                                                                |
|  | |
|  | \| \| Arambourgiania \| \| \| \| \| \| MPPM 2000.23.1 (Coon Creek Formation, Arambourgiania sp.) \| \| \| \| |
|  | |
|  | Arambourgiania                                                                                               |
|  | |
|  | MPPM 2000.23.1 (Coon Creek Formation, Arambourgiania sp.)                                                    |
|  | |

|  | Arambourgiania                                            |
|  |                                                           |
|  | MPPM 2000.23.1 (Coon Creek Formation, Arambourgiania sp.) |
|  |                                                           |

|  | Quetzalcoatlus lawsoni                               |
|  |                                                      |
|  | Quetzalcoatlus northropi                             |
|  |                                                      |
|  | FSAC-OB 14 (Ouled Abdoun Basin, aff. Quetzalcoatlus) |
|  |                                                      |
|  | UCMP 114286 (Lance Formation, cf. Quetzalcoatlus)    |
|  |                                                      |

|  | Infernodrakon                                                                                                |
|  | |
|  | \| \| Arambourgiania \| \| \| \| \| \| MPPM 2000.23.1 (Coon Creek Formation, Arambourgiania sp.) \| \| \| \| |
|  | |
|  | Arambourgiania                                                                                               |
|  | |
|  | MPPM 2000.23.1 (Coon Creek Formation, Arambourgiania sp.)                                                    |
|  | |

|  | Arambourgiania                                            |
|  |                                                           |
|  | MPPM 2000.23.1 (Coon Creek Formation, Arambourgiania sp.) |
|  |                                                           |

|  | Quetzalcoatlus lawsoni                               |
|  |                                                      |
|  | Quetzalcoatlus northropi                             |
|  |                                                      |
|  | FSAC-OB 14 (Ouled Abdoun Basin, aff. Quetzalcoatlus) |
|  |                                                      |
|  | UCMP 114286 (Lance Formation, cf. Quetzalcoatlus)    |
|  |                                                      |

|  | Infernodrakon                                                                                                |
|  | |
|  | \| \| Arambourgiania \| \| \| \| \| \| MPPM 2000.23.1 (Coon Creek Formation, Arambourgiania sp.) \| \| \| \| |
|  | |
|  | Arambourgiania                                                                                               |
|  | |
|  | MPPM 2000.23.1 (Coon Creek Formation, Arambourgiania sp.)                                                    |
|  | |

|  | Arambourgiania                                            |
|  |                                                           |
|  | MPPM 2000.23.1 (Coon Creek Formation, Arambourgiania sp.) |
|  |                                                           |

|  | Albadraco     |
|  |               |
|  | Hatzegopteryx |
|  |               |

|  | Quetzalcoatlus lawsoni                               |
|  |                                                      |
|  | Quetzalcoatlus northropi                             |
|  |                                                      |
|  | FSAC-OB 14 (Ouled Abdoun Basin, aff. Quetzalcoatlus) |
|  |                                                      |
|  | UCMP 114286 (Lance Formation, cf. Quetzalcoatlus)    |
|  |                                                      |

|  | Infernodrakon                                                                                                |
|  | |
|  | \| \| Arambourgiania \| \| \| \| \| \| MPPM 2000.23.1 (Coon Creek Formation, Arambourgiania sp.) \| \| \| \| |
|  | |
|  | Arambourgiania                                                                                               |
|  | |
|  | MPPM 2000.23.1 (Coon Creek Formation, Arambourgiania sp.)                                                    |
|  | |

|  | Arambourgiania                                            |
|  |                                                           |
|  | MPPM 2000.23.1 (Coon Creek Formation, Arambourgiania sp.) |
|  |                                                           |

|  | Quetzalcoatlus lawsoni                               |
|  |                                                      |
|  | Quetzalcoatlus northropi                             |
|  |                                                      |
|  | FSAC-OB 14 (Ouled Abdoun Basin, aff. Quetzalcoatlus) |
|  |                                                      |
|  | UCMP 114286 (Lance Formation, cf. Quetzalcoatlus)    |
|  |                                                      |

|  | Infernodrakon                                                                                                |
|  | |
|  | \| \| Arambourgiania \| \| \| \| \| \| MPPM 2000.23.1 (Coon Creek Formation, Arambourgiania sp.) \| \| \| \| |
|  | |
|  | Arambourgiania                                                                                               |
|  | |
|  | MPPM 2000.23.1 (Coon Creek Formation, Arambourgiania sp.)                                                    |
|  | |

|  | Arambourgiania                                            |
|  |                                                           |
|  | MPPM 2000.23.1 (Coon Creek Formation, Arambourgiania sp.) |
|  |                                                           |

|  | Quetzalcoatlus lawsoni                               |
|  |                                                      |
|  | Quetzalcoatlus northropi                             |
|  |                                                      |
|  | FSAC-OB 14 (Ouled Abdoun Basin, aff. Quetzalcoatlus) |
|  |                                                      |
|  | UCMP 114286 (Lance Formation, cf. Quetzalcoatlus)    |
|  |                                                      |

|  | Infernodrakon                                                                                                |
|  | |
|  | \| \| Arambourgiania \| \| \| \| \| \| MPPM 2000.23.1 (Coon Creek Formation, Arambourgiania sp.) \| \| \| \| |
|  | |
|  | Arambourgiania                                                                                               |
|  | |
|  | MPPM 2000.23.1 (Coon Creek Formation, Arambourgiania sp.)                                                    |
|  | |

|  | Arambourgiania                                            |
|  |                                                           |
|  | MPPM 2000.23.1 (Coon Creek Formation, Arambourgiania sp.) |
|  |                                                           |

|  | Quetzalcoatlus lawsoni                               |
|  |                                                      |
|  | Quetzalcoatlus northropi                             |
|  |                                                      |
|  | FSAC-OB 14 (Ouled Abdoun Basin, aff. Quetzalcoatlus) |
|  |                                                      |
|  | UCMP 114286 (Lance Formation, cf. Quetzalcoatlus)    |
|  |                                                      |

|  | Infernodrakon                                                                                                |
|  | |
|  | \| \| Arambourgiania \| \| \| \| \| \| MPPM 2000.23.1 (Coon Creek Formation, Arambourgiania sp.) \| \| \| \| |
|  | |
|  | Arambourgiania                                                                                               |
|  | |
|  | MPPM 2000.23.1 (Coon Creek Formation, Arambourgiania sp.)                                                    |
|  | |

|  | Arambourgiania                                            |
|  |                                                           |
|  | MPPM 2000.23.1 (Coon Creek Formation, Arambourgiania sp.) |
|  |                                                           |

|  | Zhejiangopterus                                                |
|  |                                                                |
|  | \| \| Aerotitan \| \| \| \| \| \| Mistralazhdarcho \| \| \| \| |
|  |                                                                |
|  | Aerotitan                                                      |
|  |                                                                |
|  | Mistralazhdarcho                                               |
|  |                                                                |

|  | Aerotitan        |
|  |                  |
|  | Mistralazhdarcho |
|  |                  |

|  | Albadraco     |
|  |               |
|  | Hatzegopteryx |
|  |               |

|  | Quetzalcoatlus lawsoni                               |
|  |                                                      |
|  | Quetzalcoatlus northropi                             |
|  |                                                      |
|  | FSAC-OB 14 (Ouled Abdoun Basin, aff. Quetzalcoatlus) |
|  |                                                      |
|  | UCMP 114286 (Lance Formation, cf. Quetzalcoatlus)    |
|  |                                                      |

|  | Infernodrakon                                                                                                |
|  | |
|  | \| \| Arambourgiania \| \| \| \| \| \| MPPM 2000.23.1 (Coon Creek Formation, Arambourgiania sp.) \| \| \| \| |
|  | |
|  | Arambourgiania                                                                                               |
|  | |
|  | MPPM 2000.23.1 (Coon Creek Formation, Arambourgiania sp.)                                                    |
|  | |

|  | Arambourgiania                                            |
|  |                                                           |
|  | MPPM 2000.23.1 (Coon Creek Formation, Arambourgiania sp.) |
|  |                                                           |

|  | Quetzalcoatlus lawsoni                               |
|  |                                                      |
|  | Quetzalcoatlus northropi                             |
|  |                                                      |
|  | FSAC-OB 14 (Ouled Abdoun Basin, aff. Quetzalcoatlus) |
|  |                                                      |
|  | UCMP 114286 (Lance Formation, cf. Quetzalcoatlus)    |
|  |                                                      |

|  | Infernodrakon                                                                                                |
|  | |
|  | \| \| Arambourgiania \| \| \| \| \| \| MPPM 2000.23.1 (Coon Creek Formation, Arambourgiania sp.) \| \| \| \| |
|  | |
|  | Arambourgiania                                                                                               |
|  | |
|  | MPPM 2000.23.1 (Coon Creek Formation, Arambourgiania sp.)                                                    |
|  | |

|  | Arambourgiania                                            |
|  |                                                           |
|  | MPPM 2000.23.1 (Coon Creek Formation, Arambourgiania sp.) |
|  |                                                           |

|  | Quetzalcoatlus lawsoni                               |
|  |                                                      |
|  | Quetzalcoatlus northropi                             |
|  |                                                      |
|  | FSAC-OB 14 (Ouled Abdoun Basin, aff. Quetzalcoatlus) |
|  |                                                      |
|  | UCMP 114286 (Lance Formation, cf. Quetzalcoatlus)    |
|  |                                                      |

|  | Infernodrakon                                                                                                |
|  | |
|  | \| \| Arambourgiania \| \| \| \| \| \| MPPM 2000.23.1 (Coon Creek Formation, Arambourgiania sp.) \| \| \| \| |
|  | |
|  | Arambourgiania                                                                                               |
|  | |
|  | MPPM 2000.23.1 (Coon Creek Formation, Arambourgiania sp.)                                                    |
|  | |

|  | Arambourgiania                                            |
|  |                                                           |
|  | MPPM 2000.23.1 (Coon Creek Formation, Arambourgiania sp.) |
|  |                                                           |

|  | Quetzalcoatlus lawsoni                               |
|  |                                                      |
|  | Quetzalcoatlus northropi                             |
|  |                                                      |
|  | FSAC-OB 14 (Ouled Abdoun Basin, aff. Quetzalcoatlus) |
|  |                                                      |
|  | UCMP 114286 (Lance Formation, cf. Quetzalcoatlus)    |
|  |                                                      |

|  | Infernodrakon                                                                                                |
|  | |
|  | \| \| Arambourgiania \| \| \| \| \| \| MPPM 2000.23.1 (Coon Creek Formation, Arambourgiania sp.) \| \| \| \| |
|  | |
|  | Arambourgiania                                                                                               |
|  | |
|  | MPPM 2000.23.1 (Coon Creek Formation, Arambourgiania sp.)                                                    |
|  | |

|  | Arambourgiania                                            |
|  |                                                           |
|  | MPPM 2000.23.1 (Coon Creek Formation, Arambourgiania sp.) |
|  |                                                           |

|  | Albadraco     |
|  |               |
|  | Hatzegopteryx |
|  |               |

|  | Quetzalcoatlus lawsoni                               |
|  |                                                      |
|  | Quetzalcoatlus northropi                             |
|  |                                                      |
|  | FSAC-OB 14 (Ouled Abdoun Basin, aff. Quetzalcoatlus) |
|  |                                                      |
|  | UCMP 114286 (Lance Formation, cf. Quetzalcoatlus)    |
|  |                                                      |

|  | Infernodrakon                                                                                                |
|  | |
|  | \| \| Arambourgiania \| \| \| \| \| \| MPPM 2000.23.1 (Coon Creek Formation, Arambourgiania sp.) \| \| \| \| |
|  | |
|  | Arambourgiania                                                                                               |
|  | |
|  | MPPM 2000.23.1 (Coon Creek Formation, Arambourgiania sp.)                                                    |
|  | |

|  | Arambourgiania                                            |
|  |                                                           |
|  | MPPM 2000.23.1 (Coon Creek Formation, Arambourgiania sp.) |
|  |                                                           |

|  | Quetzalcoatlus lawsoni                               |
|  |                                                      |
|  | Quetzalcoatlus northropi                             |
|  |                                                      |
|  | FSAC-OB 14 (Ouled Abdoun Basin, aff. Quetzalcoatlus) |
|  |                                                      |
|  | UCMP 114286 (Lance Formation, cf. Quetzalcoatlus)    |
|  |                                                      |

|  | Infernodrakon                                                                                                |
|  | |
|  | \| \| Arambourgiania \| \| \| \| \| \| MPPM 2000.23.1 (Coon Creek Formation, Arambourgiania sp.) \| \| \| \| |
|  | |
|  | Arambourgiania                                                                                               |
|  | |
|  | MPPM 2000.23.1 (Coon Creek Formation, Arambourgiania sp.)                                                    |
|  | |

|  | Arambourgiania                                            |
|  |                                                           |
|  | MPPM 2000.23.1 (Coon Creek Formation, Arambourgiania sp.) |
|  |                                                           |

|  | Quetzalcoatlus lawsoni                               |
|  |                                                      |
|  | Quetzalcoatlus northropi                             |
|  |                                                      |
|  | FSAC-OB 14 (Ouled Abdoun Basin, aff. Quetzalcoatlus) |
|  |                                                      |
|  | UCMP 114286 (Lance Formation, cf. Quetzalcoatlus)    |
|  |                                                      |

|  | Infernodrakon                                                                                                |
|  | |
|  | \| \| Arambourgiania \| \| \| \| \| \| MPPM 2000.23.1 (Coon Creek Formation, Arambourgiania sp.) \| \| \| \| |
|  | |
|  | Arambourgiania                                                                                               |
|  | |
|  | MPPM 2000.23.1 (Coon Creek Formation, Arambourgiania sp.)                                                    |
|  | |

|  | Arambourgiania                                            |
|  |                                                           |
|  | MPPM 2000.23.1 (Coon Creek Formation, Arambourgiania sp.) |
|  |                                                           |

|  | Quetzalcoatlus lawsoni                               |
|  |                                                      |
|  | Quetzalcoatlus northropi                             |
|  |                                                      |
|  | FSAC-OB 14 (Ouled Abdoun Basin, aff. Quetzalcoatlus) |
|  |                                                      |
|  | UCMP 114286 (Lance Formation, cf. Quetzalcoatlus)    |
|  |                                                      |

|  | Infernodrakon                                                                                                |
|  | |
|  | \| \| Arambourgiania \| \| \| \| \| \| MPPM 2000.23.1 (Coon Creek Formation, Arambourgiania sp.) \| \| \| \| |
|  | |
|  | Arambourgiania                                                                                               |
|  | |
|  | MPPM 2000.23.1 (Coon Creek Formation, Arambourgiania sp.)                                                    |
|  | |

|  | Arambourgiania                                            |
|  |                                                           |
|  | MPPM 2000.23.1 (Coon Creek Formation, Arambourgiania sp.) |
|  |                                                           |

|  | Azhdarcho  |
|  |            |
|  | Cryodrakon |
|  |            |

|  | Zhejiangopterus                                                |
|  |                                                                |
|  | \| \| Aerotitan \| \| \| \| \| \| Mistralazhdarcho \| \| \| \| |
|  |                                                                |
|  | Aerotitan                                                      |
|  |                                                                |
|  | Mistralazhdarcho                                               |
|  |                                                                |

|  | Aerotitan        |
|  |                  |
|  | Mistralazhdarcho |
|  |                  |

|  | Albadraco     |
|  |               |
|  | Hatzegopteryx |
|  |               |

|  | Quetzalcoatlus lawsoni                               |
|  |                                                      |
|  | Quetzalcoatlus northropi                             |
|  |                                                      |
|  | FSAC-OB 14 (Ouled Abdoun Basin, aff. Quetzalcoatlus) |
|  |                                                      |
|  | UCMP 114286 (Lance Formation, cf. Quetzalcoatlus)    |
|  |                                                      |

|  | Infernodrakon                                                                                                |
|  | |
|  | \| \| Arambourgiania \| \| \| \| \| \| MPPM 2000.23.1 (Coon Creek Formation, Arambourgiania sp.) \| \| \| \| |
|  | |
|  | Arambourgiania                                                                                               |
|  | |
|  | MPPM 2000.23.1 (Coon Creek Formation, Arambourgiania sp.)                                                    |
|  | |

|  | Arambourgiania                                            |
|  |                                                           |
|  | MPPM 2000.23.1 (Coon Creek Formation, Arambourgiania sp.) |
|  |                                                           |

|  | Quetzalcoatlus lawsoni                               |
|  |                                                      |
|  | Quetzalcoatlus northropi                             |
|  |                                                      |
|  | FSAC-OB 14 (Ouled Abdoun Basin, aff. Quetzalcoatlus) |
|  |                                                      |
|  | UCMP 114286 (Lance Formation, cf. Quetzalcoatlus)    |
|  |                                                      |

|  | Infernodrakon                                                                                                |
|  | |
|  | \| \| Arambourgiania \| \| \| \| \| \| MPPM 2000.23.1 (Coon Creek Formation, Arambourgiania sp.) \| \| \| \| |
|  | |
|  | Arambourgiania                                                                                               |
|  | |
|  | MPPM 2000.23.1 (Coon Creek Formation, Arambourgiania sp.)                                                    |
|  | |

|  | Arambourgiania                                            |
|  |                                                           |
|  | MPPM 2000.23.1 (Coon Creek Formation, Arambourgiania sp.) |
|  |                                                           |

|  | Quetzalcoatlus lawsoni                               |
|  |                                                      |
|  | Quetzalcoatlus northropi                             |
|  |                                                      |
|  | FSAC-OB 14 (Ouled Abdoun Basin, aff. Quetzalcoatlus) |
|  |                                                      |
|  | UCMP 114286 (Lance Formation, cf. Quetzalcoatlus)    |
|  |                                                      |

|  | Infernodrakon                                                                                                |
|  | |
|  | \| \| Arambourgiania \| \| \| \| \| \| MPPM 2000.23.1 (Coon Creek Formation, Arambourgiania sp.) \| \| \| \| |
|  | |
|  | Arambourgiania                                                                                               |
|  | |
|  | MPPM 2000.23.1 (Coon Creek Formation, Arambourgiania sp.)                                                    |
|  | |

|  | Arambourgiania                                            |
|  |                                                           |
|  | MPPM 2000.23.1 (Coon Creek Formation, Arambourgiania sp.) |
|  |                                                           |

|  | Quetzalcoatlus lawsoni                               |
|  |                                                      |
|  | Quetzalcoatlus northropi                             |
|  |                                                      |
|  | FSAC-OB 14 (Ouled Abdoun Basin, aff. Quetzalcoatlus) |
|  |                                                      |
|  | UCMP 114286 (Lance Formation, cf. Quetzalcoatlus)    |
|  |                                                      |

|  | Infernodrakon                                                                                                |
|  | |
|  | \| \| Arambourgiania \| \| \| \| \| \| MPPM 2000.23.1 (Coon Creek Formation, Arambourgiania sp.) \| \| \| \| |
|  | |
|  | Arambourgiania                                                                                               |
|  | |
|  | MPPM 2000.23.1 (Coon Creek Formation, Arambourgiania sp.)                                                    |
|  | |

|  | Arambourgiania                                            |
|  |                                                           |
|  | MPPM 2000.23.1 (Coon Creek Formation, Arambourgiania sp.) |
|  |                                                           |

|  | Albadraco     |
|  |               |
|  | Hatzegopteryx |
|  |               |

|  | Quetzalcoatlus lawsoni                               |
|  |                                                      |
|  | Quetzalcoatlus northropi                             |
|  |                                                      |
|  | FSAC-OB 14 (Ouled Abdoun Basin, aff. Quetzalcoatlus) |
|  |                                                      |
|  | UCMP 114286 (Lance Formation, cf. Quetzalcoatlus)    |
|  |                                                      |

|  | Infernodrakon                                                                                                |
|  | |
|  | \| \| Arambourgiania \| \| \| \| \| \| MPPM 2000.23.1 (Coon Creek Formation, Arambourgiania sp.) \| \| \| \| |
|  | |
|  | Arambourgiania                                                                                               |
|  | |
|  | MPPM 2000.23.1 (Coon Creek Formation, Arambourgiania sp.)                                                    |
|  | |

|  | Arambourgiania                                            |
|  |                                                           |
|  | MPPM 2000.23.1 (Coon Creek Formation, Arambourgiania sp.) |
|  |                                                           |

|  | Quetzalcoatlus lawsoni                               |
|  |                                                      |
|  | Quetzalcoatlus northropi                             |
|  |                                                      |
|  | FSAC-OB 14 (Ouled Abdoun Basin, aff. Quetzalcoatlus) |
|  |                                                      |
|  | UCMP 114286 (Lance Formation, cf. Quetzalcoatlus)    |
|  |                                                      |

|  | Infernodrakon                                                                                                |
|  | |
|  | \| \| Arambourgiania \| \| \| \| \| \| MPPM 2000.23.1 (Coon Creek Formation, Arambourgiania sp.) \| \| \| \| |
|  | |
|  | Arambourgiania                                                                                               |
|  | |
|  | MPPM 2000.23.1 (Coon Creek Formation, Arambourgiania sp.)                                                    |
|  | |

|  | Arambourgiania                                            |
|  |                                                           |
|  | MPPM 2000.23.1 (Coon Creek Formation, Arambourgiania sp.) |
|  |                                                           |

|  | Quetzalcoatlus lawsoni                               |
|  |                                                      |
|  | Quetzalcoatlus northropi                             |
|  |                                                      |
|  | FSAC-OB 14 (Ouled Abdoun Basin, aff. Quetzalcoatlus) |
|  |                                                      |
|  | UCMP 114286 (Lance Formation, cf. Quetzalcoatlus)    |
|  |                                                      |

|  | Infernodrakon                                                                                                |
|  | |
|  | \| \| Arambourgiania \| \| \| \| \| \| MPPM 2000.23.1 (Coon Creek Formation, Arambourgiania sp.) \| \| \| \| |
|  | |
|  | Arambourgiania                                                                                               |
|  | |
|  | MPPM 2000.23.1 (Coon Creek Formation, Arambourgiania sp.)                                                    |
|  | |

|  | Arambourgiania                                            |
|  |                                                           |
|  | MPPM 2000.23.1 (Coon Creek Formation, Arambourgiania sp.) |
|  |                                                           |

|  | Quetzalcoatlus lawsoni                               |
|  |                                                      |
|  | Quetzalcoatlus northropi                             |
|  |                                                      |
|  | FSAC-OB 14 (Ouled Abdoun Basin, aff. Quetzalcoatlus) |
|  |                                                      |
|  | UCMP 114286 (Lance Formation, cf. Quetzalcoatlus)    |
|  |                                                      |

|  | Infernodrakon                                                                                                |
|  | |
|  | \| \| Arambourgiania \| \| \| \| \| \| MPPM 2000.23.1 (Coon Creek Formation, Arambourgiania sp.) \| \| \| \| |
|  | |
|  | Arambourgiania                                                                                               |
|  | |
|  | MPPM 2000.23.1 (Coon Creek Formation, Arambourgiania sp.)                                                    |
|  | |

|  | Arambourgiania                                            |
|  |                                                           |
|  | MPPM 2000.23.1 (Coon Creek Formation, Arambourgiania sp.) |
|  |                                                           |

|  | Zhejiangopterus                                                |
|  |                                                                |
|  | \| \| Aerotitan \| \| \| \| \| \| Mistralazhdarcho \| \| \| \| |
|  |                                                                |
|  | Aerotitan                                                      |
|  |                                                                |
|  | Mistralazhdarcho                                               |
|  |                                                                |

|  | Aerotitan        |
|  |                  |
|  | Mistralazhdarcho |
|  |                  |

|  | Albadraco     |
|  |               |
|  | Hatzegopteryx |
|  |               |

|  | Quetzalcoatlus lawsoni                               |
|  |                                                      |
|  | Quetzalcoatlus northropi                             |
|  |                                                      |
|  | FSAC-OB 14 (Ouled Abdoun Basin, aff. Quetzalcoatlus) |
|  |                                                      |
|  | UCMP 114286 (Lance Formation, cf. Quetzalcoatlus)    |
|  |                                                      |

|  | Infernodrakon                                                                                                |
|  | |
|  | \| \| Arambourgiania \| \| \| \| \| \| MPPM 2000.23.1 (Coon Creek Formation, Arambourgiania sp.) \| \| \| \| |
|  | |
|  | Arambourgiania                                                                                               |
|  | |
|  | MPPM 2000.23.1 (Coon Creek Formation, Arambourgiania sp.)                                                    |
|  | |

|  | Arambourgiania                                            |
|  |                                                           |
|  | MPPM 2000.23.1 (Coon Creek Formation, Arambourgiania sp.) |
|  |                                                           |

|  | Quetzalcoatlus lawsoni                               |
|  |                                                      |
|  | Quetzalcoatlus northropi                             |
|  |                                                      |
|  | FSAC-OB 14 (Ouled Abdoun Basin, aff. Quetzalcoatlus) |
|  |                                                      |
|  | UCMP 114286 (Lance Formation, cf. Quetzalcoatlus)    |
|  |                                                      |

|  | Infernodrakon                                                                                                |
|  | |
|  | \| \| Arambourgiania \| \| \| \| \| \| MPPM 2000.23.1 (Coon Creek Formation, Arambourgiania sp.) \| \| \| \| |
|  | |
|  | Arambourgiania                                                                                               |
|  | |
|  | MPPM 2000.23.1 (Coon Creek Formation, Arambourgiania sp.)                                                    |
|  | |

|  | Arambourgiania                                            |
|  |                                                           |
|  | MPPM 2000.23.1 (Coon Creek Formation, Arambourgiania sp.) |
|  |                                                           |

|  | Quetzalcoatlus lawsoni                               |
|  |                                                      |
|  | Quetzalcoatlus northropi                             |
|  |                                                      |
|  | FSAC-OB 14 (Ouled Abdoun Basin, aff. Quetzalcoatlus) |
|  |                                                      |
|  | UCMP 114286 (Lance Formation, cf. Quetzalcoatlus)    |
|  |                                                      |

|  | Infernodrakon                                                                                                |
|  | |
|  | \| \| Arambourgiania \| \| \| \| \| \| MPPM 2000.23.1 (Coon Creek Formation, Arambourgiania sp.) \| \| \| \| |
|  | |
|  | Arambourgiania                                                                                               |
|  | |
|  | MPPM 2000.23.1 (Coon Creek Formation, Arambourgiania sp.)                                                    |
|  | |

|  | Arambourgiania                                            |
|  |                                                           |
|  | MPPM 2000.23.1 (Coon Creek Formation, Arambourgiania sp.) |
|  |                                                           |

|  | Quetzalcoatlus lawsoni                               |
|  |                                                      |
|  | Quetzalcoatlus northropi                             |
|  |                                                      |
|  | FSAC-OB 14 (Ouled Abdoun Basin, aff. Quetzalcoatlus) |
|  |                                                      |
|  | UCMP 114286 (Lance Formation, cf. Quetzalcoatlus)    |
|  |                                                      |

|  | Infernodrakon                                                                                                |
|  | |
|  | \| \| Arambourgiania \| \| \| \| \| \| MPPM 2000.23.1 (Coon Creek Formation, Arambourgiania sp.) \| \| \| \| |
|  | |
|  | Arambourgiania                                                                                               |
|  | |
|  | MPPM 2000.23.1 (Coon Creek Formation, Arambourgiania sp.)                                                    |
|  | |

|  | Arambourgiania                                            |
|  |                                                           |
|  | MPPM 2000.23.1 (Coon Creek Formation, Arambourgiania sp.) |
|  |                                                           |

|  | Albadraco     |
|  |               |
|  | Hatzegopteryx |
|  |               |

|  | Quetzalcoatlus lawsoni                               |
|  |                                                      |
|  | Quetzalcoatlus northropi                             |
|  |                                                      |
|  | FSAC-OB 14 (Ouled Abdoun Basin, aff. Quetzalcoatlus) |
|  |                                                      |
|  | UCMP 114286 (Lance Formation, cf. Quetzalcoatlus)    |
|  |                                                      |

|  | Infernodrakon                                                                                                |
|  | |
|  | \| \| Arambourgiania \| \| \| \| \| \| MPPM 2000.23.1 (Coon Creek Formation, Arambourgiania sp.) \| \| \| \| |
|  | |
|  | Arambourgiania                                                                                               |
|  | |
|  | MPPM 2000.23.1 (Coon Creek Formation, Arambourgiania sp.)                                                    |
|  | |

|  | Arambourgiania                                            |
|  |                                                           |
|  | MPPM 2000.23.1 (Coon Creek Formation, Arambourgiania sp.) |
|  |                                                           |

|  | Quetzalcoatlus lawsoni                               |
|  |                                                      |
|  | Quetzalcoatlus northropi                             |
|  |                                                      |
|  | FSAC-OB 14 (Ouled Abdoun Basin, aff. Quetzalcoatlus) |
|  |                                                      |
|  | UCMP 114286 (Lance Formation, cf. Quetzalcoatlus)    |
|  |                                                      |

|  | Infernodrakon                                                                                                |
|  | |
|  | \| \| Arambourgiania \| \| \| \| \| \| MPPM 2000.23.1 (Coon Creek Formation, Arambourgiania sp.) \| \| \| \| |
|  | |
|  | Arambourgiania                                                                                               |
|  | |
|  | MPPM 2000.23.1 (Coon Creek Formation, Arambourgiania sp.)                                                    |
|  | |

|  | Arambourgiania                                            |
|  |                                                           |
|  | MPPM 2000.23.1 (Coon Creek Formation, Arambourgiania sp.) |
|  |                                                           |

|  | Quetzalcoatlus lawsoni                               |
|  |                                                      |
|  | Quetzalcoatlus northropi                             |
|  |                                                      |
|  | FSAC-OB 14 (Ouled Abdoun Basin, aff. Quetzalcoatlus) |
|  |                                                      |
|  | UCMP 114286 (Lance Formation, cf. Quetzalcoatlus)    |
|  |                                                      |

|  | Infernodrakon                                                                                                |
|  | |
|  | \| \| Arambourgiania \| \| \| \| \| \| MPPM 2000.23.1 (Coon Creek Formation, Arambourgiania sp.) \| \| \| \| |
|  | |
|  | Arambourgiania                                                                                               |
|  | |
|  | MPPM 2000.23.1 (Coon Creek Formation, Arambourgiania sp.)                                                    |
|  | |

|  | Arambourgiania                                            |
|  |                                                           |
|  | MPPM 2000.23.1 (Coon Creek Formation, Arambourgiania sp.) |
|  |                                                           |

|  | Quetzalcoatlus lawsoni                               |
|  |                                                      |
|  | Quetzalcoatlus northropi                             |
|  |                                                      |
|  | FSAC-OB 14 (Ouled Abdoun Basin, aff. Quetzalcoatlus) |
|  |                                                      |
|  | UCMP 114286 (Lance Formation, cf. Quetzalcoatlus)    |
|  |                                                      |

|  | Infernodrakon                                                                                                |
|  | |
|  | \| \| Arambourgiania \| \| \| \| \| \| MPPM 2000.23.1 (Coon Creek Formation, Arambourgiania sp.) \| \| \| \| |
|  | |
|  | Arambourgiania                                                                                               |
|  | |
|  | MPPM 2000.23.1 (Coon Creek Formation, Arambourgiania sp.)                                                    |
|  | |

|  | Arambourgiania                                            |
|  |                                                           |
|  | MPPM 2000.23.1 (Coon Creek Formation, Arambourgiania sp.) |
|  |                                                           |

|  | Eurazhdarcho                                                     |
|  |                                                                  |
|  | \| \| Phosphatodraco \| \| \| \| \| \| Wellnhopterus \| \| \| \| |
|  |                                                                  |
|  | Phosphatodraco                                                   |
|  |                                                                  |
|  | Wellnhopterus                                                    |
|  |                                                                  |

|  | Phosphatodraco |
|  |                |
|  | Wellnhopterus  |
|  |                |

|  | Eurazhdarcho                                                     |
|  |                                                                  |
|  | \| \| Phosphatodraco \| \| \| \| \| \| Wellnhopterus \| \| \| \| |
|  |                                                                  |
|  | Phosphatodraco                                                   |
|  |                                                                  |
|  | Wellnhopterus                                                    |
|  |                                                                  |

|  | Phosphatodraco |
|  |                |
|  | Wellnhopterus  |
|  |                |

|  | Azhdarcho  |
|  |            |
|  | Cryodrakon |
|  |            |

|  | Zhejiangopterus                                                |
|  |                                                                |
|  | \| \| Aerotitan \| \| \| \| \| \| Mistralazhdarcho \| \| \| \| |
|  |                                                                |
|  | Aerotitan                                                      |
|  |                                                                |
|  | Mistralazhdarcho                                               |
|  |                                                                |

|  | Aerotitan        |
|  |                  |
|  | Mistralazhdarcho |
|  |                  |

|  | Albadraco     |
|  |               |
|  | Hatzegopteryx |
|  |               |

|  | Quetzalcoatlus lawsoni                               |
|  |                                                      |
|  | Quetzalcoatlus northropi                             |
|  |                                                      |
|  | FSAC-OB 14 (Ouled Abdoun Basin, aff. Quetzalcoatlus) |
|  |                                                      |
|  | UCMP 114286 (Lance Formation, cf. Quetzalcoatlus)    |
|  |                                                      |

|  | Infernodrakon                                                                                                |
|  | |
|  | \| \| Arambourgiania \| \| \| \| \| \| MPPM 2000.23.1 (Coon Creek Formation, Arambourgiania sp.) \| \| \| \| |
|  | |
|  | Arambourgiania                                                                                               |
|  | |
|  | MPPM 2000.23.1 (Coon Creek Formation, Arambourgiania sp.)                                                    |
|  | |

|  | Arambourgiania                                            |
|  |                                                           |
|  | MPPM 2000.23.1 (Coon Creek Formation, Arambourgiania sp.) |
|  |                                                           |

|  | Quetzalcoatlus lawsoni                               |
|  |                                                      |
|  | Quetzalcoatlus northropi                             |
|  |                                                      |
|  | FSAC-OB 14 (Ouled Abdoun Basin, aff. Quetzalcoatlus) |
|  |                                                      |
|  | UCMP 114286 (Lance Formation, cf. Quetzalcoatlus)    |
|  |                                                      |

|  | Infernodrakon                                                                                                |
|  | |
|  | \| \| Arambourgiania \| \| \| \| \| \| MPPM 2000.23.1 (Coon Creek Formation, Arambourgiania sp.) \| \| \| \| |
|  | |
|  | Arambourgiania                                                                                               |
|  | |
|  | MPPM 2000.23.1 (Coon Creek Formation, Arambourgiania sp.)                                                    |
|  | |

|  | Arambourgiania                                            |
|  |                                                           |
|  | MPPM 2000.23.1 (Coon Creek Formation, Arambourgiania sp.) |
|  |                                                           |

|  | Quetzalcoatlus lawsoni                               |
|  |                                                      |
|  | Quetzalcoatlus northropi                             |
|  |                                                      |
|  | FSAC-OB 14 (Ouled Abdoun Basin, aff. Quetzalcoatlus) |
|  |                                                      |
|  | UCMP 114286 (Lance Formation, cf. Quetzalcoatlus)    |
|  |                                                      |

|  | Infernodrakon                                                                                                |
|  | |
|  | \| \| Arambourgiania \| \| \| \| \| \| MPPM 2000.23.1 (Coon Creek Formation, Arambourgiania sp.) \| \| \| \| |
|  | |
|  | Arambourgiania                                                                                               |
|  | |
|  | MPPM 2000.23.1 (Coon Creek Formation, Arambourgiania sp.)                                                    |
|  | |

|  | Arambourgiania                                            |
|  |                                                           |
|  | MPPM 2000.23.1 (Coon Creek Formation, Arambourgiania sp.) |
|  |                                                           |

|  | Quetzalcoatlus lawsoni                               |
|  |                                                      |
|  | Quetzalcoatlus northropi                             |
|  |                                                      |
|  | FSAC-OB 14 (Ouled Abdoun Basin, aff. Quetzalcoatlus) |
|  |                                                      |
|  | UCMP 114286 (Lance Formation, cf. Quetzalcoatlus)    |
|  |                                                      |

|  | Infernodrakon                                                                                                |
|  | |
|  | \| \| Arambourgiania \| \| \| \| \| \| MPPM 2000.23.1 (Coon Creek Formation, Arambourgiania sp.) \| \| \| \| |
|  | |
|  | Arambourgiania                                                                                               |
|  | |
|  | MPPM 2000.23.1 (Coon Creek Formation, Arambourgiania sp.)                                                    |
|  | |

|  | Arambourgiania                                            |
|  |                                                           |
|  | MPPM 2000.23.1 (Coon Creek Formation, Arambourgiania sp.) |
|  |                                                           |

|  | Albadraco     |
|  |               |
|  | Hatzegopteryx |
|  |               |

|  | Quetzalcoatlus lawsoni                               |
|  |                                                      |
|  | Quetzalcoatlus northropi                             |
|  |                                                      |
|  | FSAC-OB 14 (Ouled Abdoun Basin, aff. Quetzalcoatlus) |
|  |                                                      |
|  | UCMP 114286 (Lance Formation, cf. Quetzalcoatlus)    |
|  |                                                      |

|  | Infernodrakon                                                                                                |
|  | |
|  | \| \| Arambourgiania \| \| \| \| \| \| MPPM 2000.23.1 (Coon Creek Formation, Arambourgiania sp.) \| \| \| \| |
|  | |
|  | Arambourgiania                                                                                               |
|  | |
|  | MPPM 2000.23.1 (Coon Creek Formation, Arambourgiania sp.)                                                    |
|  | |

|  | Arambourgiania                                            |
|  |                                                           |
|  | MPPM 2000.23.1 (Coon Creek Formation, Arambourgiania sp.) |
|  |                                                           |

|  | Quetzalcoatlus lawsoni                               |
|  |                                                      |
|  | Quetzalcoatlus northropi                             |
|  |                                                      |
|  | FSAC-OB 14 (Ouled Abdoun Basin, aff. Quetzalcoatlus) |
|  |                                                      |
|  | UCMP 114286 (Lance Formation, cf. Quetzalcoatlus)    |
|  |                                                      |

|  | Infernodrakon                                                                                                |
|  | |
|  | \| \| Arambourgiania \| \| \| \| \| \| MPPM 2000.23.1 (Coon Creek Formation, Arambourgiania sp.) \| \| \| \| |
|  | |
|  | Arambourgiania                                                                                               |
|  | |
|  | MPPM 2000.23.1 (Coon Creek Formation, Arambourgiania sp.)                                                    |
|  | |

|  | Arambourgiania                                            |
|  |                                                           |
|  | MPPM 2000.23.1 (Coon Creek Formation, Arambourgiania sp.) |
|  |                                                           |

|  | Quetzalcoatlus lawsoni                               |
|  |                                                      |
|  | Quetzalcoatlus northropi                             |
|  |                                                      |
|  | FSAC-OB 14 (Ouled Abdoun Basin, aff. Quetzalcoatlus) |
|  |                                                      |
|  | UCMP 114286 (Lance Formation, cf. Quetzalcoatlus)    |
|  |                                                      |

|  | Infernodrakon                                                                                                |
|  | |
|  | \| \| Arambourgiania \| \| \| \| \| \| MPPM 2000.23.1 (Coon Creek Formation, Arambourgiania sp.) \| \| \| \| |
|  | |
|  | Arambourgiania                                                                                               |
|  | |
|  | MPPM 2000.23.1 (Coon Creek Formation, Arambourgiania sp.)                                                    |
|  | |

|  | Arambourgiania                                            |
|  |                                                           |
|  | MPPM 2000.23.1 (Coon Creek Formation, Arambourgiania sp.) |
|  |                                                           |

|  | Quetzalcoatlus lawsoni                               |
|  |                                                      |
|  | Quetzalcoatlus northropi                             |
|  |                                                      |
|  | FSAC-OB 14 (Ouled Abdoun Basin, aff. Quetzalcoatlus) |
|  |                                                      |
|  | UCMP 114286 (Lance Formation, cf. Quetzalcoatlus)    |
|  |                                                      |

|  | Infernodrakon                                                                                                |
|  | |
|  | \| \| Arambourgiania \| \| \| \| \| \| MPPM 2000.23.1 (Coon Creek Formation, Arambourgiania sp.) \| \| \| \| |
|  | |
|  | Arambourgiania                                                                                               |
|  | |
|  | MPPM 2000.23.1 (Coon Creek Formation, Arambourgiania sp.)                                                    |
|  | |

|  | Arambourgiania                                            |
|  |                                                           |
|  | MPPM 2000.23.1 (Coon Creek Formation, Arambourgiania sp.) |
|  |                                                           |

|  | Zhejiangopterus                                                |
|  |                                                                |
|  | \| \| Aerotitan \| \| \| \| \| \| Mistralazhdarcho \| \| \| \| |
|  |                                                                |
|  | Aerotitan                                                      |
|  |                                                                |
|  | Mistralazhdarcho                                               |
|  |                                                                |

|  | Aerotitan        |
|  |                  |
|  | Mistralazhdarcho |
|  |                  |

|  | Albadraco     |
|  |               |
|  | Hatzegopteryx |
|  |               |

|  | Quetzalcoatlus lawsoni                               |
|  |                                                      |
|  | Quetzalcoatlus northropi                             |
|  |                                                      |
|  | FSAC-OB 14 (Ouled Abdoun Basin, aff. Quetzalcoatlus) |
|  |                                                      |
|  | UCMP 114286 (Lance Formation, cf. Quetzalcoatlus)    |
|  |                                                      |

|  | Infernodrakon                                                                                                |
|  | |
|  | \| \| Arambourgiania \| \| \| \| \| \| MPPM 2000.23.1 (Coon Creek Formation, Arambourgiania sp.) \| \| \| \| |
|  | |
|  | Arambourgiania                                                                                               |
|  | |
|  | MPPM 2000.23.1 (Coon Creek Formation, Arambourgiania sp.)                                                    |
|  | |

|  | Arambourgiania                                            |
|  |                                                           |
|  | MPPM 2000.23.1 (Coon Creek Formation, Arambourgiania sp.) |
|  |                                                           |

|  | Quetzalcoatlus lawsoni                               |
|  |                                                      |
|  | Quetzalcoatlus northropi                             |
|  |                                                      |
|  | FSAC-OB 14 (Ouled Abdoun Basin, aff. Quetzalcoatlus) |
|  |                                                      |
|  | UCMP 114286 (Lance Formation, cf. Quetzalcoatlus)    |
|  |                                                      |

|  | Infernodrakon                                                                                                |
|  | |
|  | \| \| Arambourgiania \| \| \| \| \| \| MPPM 2000.23.1 (Coon Creek Formation, Arambourgiania sp.) \| \| \| \| |
|  | |
|  | Arambourgiania                                                                                               |
|  | |
|  | MPPM 2000.23.1 (Coon Creek Formation, Arambourgiania sp.)                                                    |
|  | |

|  | Arambourgiania                                            |
|  |                                                           |
|  | MPPM 2000.23.1 (Coon Creek Formation, Arambourgiania sp.) |
|  |                                                           |

|  | Quetzalcoatlus lawsoni                               |
|  |                                                      |
|  | Quetzalcoatlus northropi                             |
|  |                                                      |
|  | FSAC-OB 14 (Ouled Abdoun Basin, aff. Quetzalcoatlus) |
|  |                                                      |
|  | UCMP 114286 (Lance Formation, cf. Quetzalcoatlus)    |
|  |                                                      |

|  | Infernodrakon                                                                                                |
|  | |
|  | \| \| Arambourgiania \| \| \| \| \| \| MPPM 2000.23.1 (Coon Creek Formation, Arambourgiania sp.) \| \| \| \| |
|  | |
|  | Arambourgiania                                                                                               |
|  | |
|  | MPPM 2000.23.1 (Coon Creek Formation, Arambourgiania sp.)                                                    |
|  | |

|  | Arambourgiania                                            |
|  |                                                           |
|  | MPPM 2000.23.1 (Coon Creek Formation, Arambourgiania sp.) |
|  |                                                           |

|  | Quetzalcoatlus lawsoni                               |
|  |                                                      |
|  | Quetzalcoatlus northropi                             |
|  |                                                      |
|  | FSAC-OB 14 (Ouled Abdoun Basin, aff. Quetzalcoatlus) |
|  |                                                      |
|  | UCMP 114286 (Lance Formation, cf. Quetzalcoatlus)    |
|  |                                                      |

|  | Infernodrakon                                                                                                |
|  | |
|  | \| \| Arambourgiania \| \| \| \| \| \| MPPM 2000.23.1 (Coon Creek Formation, Arambourgiania sp.) \| \| \| \| |
|  | |
|  | Arambourgiania                                                                                               |
|  | |
|  | MPPM 2000.23.1 (Coon Creek Formation, Arambourgiania sp.)                                                    |
|  | |

|  | Arambourgiania                                            |
|  |                                                           |
|  | MPPM 2000.23.1 (Coon Creek Formation, Arambourgiania sp.) |
|  |                                                           |

|  | Albadraco     |
|  |               |
|  | Hatzegopteryx |
|  |               |

|  | Quetzalcoatlus lawsoni                               |
|  |                                                      |
|  | Quetzalcoatlus northropi                             |
|  |                                                      |
|  | FSAC-OB 14 (Ouled Abdoun Basin, aff. Quetzalcoatlus) |
|  |                                                      |
|  | UCMP 114286 (Lance Formation, cf. Quetzalcoatlus)    |
|  |                                                      |

|  | Infernodrakon                                                                                                |
|  | |
|  | \| \| Arambourgiania \| \| \| \| \| \| MPPM 2000.23.1 (Coon Creek Formation, Arambourgiania sp.) \| \| \| \| |
|  | |
|  | Arambourgiania                                                                                               |
|  | |
|  | MPPM 2000.23.1 (Coon Creek Formation, Arambourgiania sp.)                                                    |
|  | |

|  | Arambourgiania                                            |
|  |                                                           |
|  | MPPM 2000.23.1 (Coon Creek Formation, Arambourgiania sp.) |
|  |                                                           |

|  | Quetzalcoatlus lawsoni                               |
|  |                                                      |
|  | Quetzalcoatlus northropi                             |
|  |                                                      |
|  | FSAC-OB 14 (Ouled Abdoun Basin, aff. Quetzalcoatlus) |
|  |                                                      |
|  | UCMP 114286 (Lance Formation, cf. Quetzalcoatlus)    |
|  |                                                      |

|  | Infernodrakon                                                                                                |
|  | |
|  | \| \| Arambourgiania \| \| \| \| \| \| MPPM 2000.23.1 (Coon Creek Formation, Arambourgiania sp.) \| \| \| \| |
|  | |
|  | Arambourgiania                                                                                               |
|  | |
|  | MPPM 2000.23.1 (Coon Creek Formation, Arambourgiania sp.)                                                    |
|  | |

|  | Arambourgiania                                            |
|  |                                                           |
|  | MPPM 2000.23.1 (Coon Creek Formation, Arambourgiania sp.) |
|  |                                                           |

|  | Quetzalcoatlus lawsoni                               |
|  |                                                      |
|  | Quetzalcoatlus northropi                             |
|  |                                                      |
|  | FSAC-OB 14 (Ouled Abdoun Basin, aff. Quetzalcoatlus) |
|  |                                                      |
|  | UCMP 114286 (Lance Formation, cf. Quetzalcoatlus)    |
|  |                                                      |

|  | Infernodrakon                                                                                                |
|  | |
|  | \| \| Arambourgiania \| \| \| \| \| \| MPPM 2000.23.1 (Coon Creek Formation, Arambourgiania sp.) \| \| \| \| |
|  | |
|  | Arambourgiania                                                                                               |
|  | |
|  | MPPM 2000.23.1 (Coon Creek Formation, Arambourgiania sp.)                                                    |
|  | |

|  | Arambourgiania                                            |
|  |                                                           |
|  | MPPM 2000.23.1 (Coon Creek Formation, Arambourgiania sp.) |
|  |                                                           |

|  | Quetzalcoatlus lawsoni                               |
|  |                                                      |
|  | Quetzalcoatlus northropi                             |
|  |                                                      |
|  | FSAC-OB 14 (Ouled Abdoun Basin, aff. Quetzalcoatlus) |
|  |                                                      |
|  | UCMP 114286 (Lance Formation, cf. Quetzalcoatlus)    |
|  |                                                      |

|  | Infernodrakon                                                                                                |
|  | |
|  | \| \| Arambourgiania \| \| \| \| \| \| MPPM 2000.23.1 (Coon Creek Formation, Arambourgiania sp.) \| \| \| \| |
|  | |
|  | Arambourgiania                                                                                               |
|  | |
|  | MPPM 2000.23.1 (Coon Creek Formation, Arambourgiania sp.)                                                    |
|  | |

|  | Arambourgiania                                            |
|  |                                                           |
|  | MPPM 2000.23.1 (Coon Creek Formation, Arambourgiania sp.) |
|  |                                                           |

|  | Azhdarcho  |
|  |            |
|  | Cryodrakon |
|  |            |

|  | Zhejiangopterus                                                |
|  |                                                                |
|  | \| \| Aerotitan \| \| \| \| \| \| Mistralazhdarcho \| \| \| \| |
|  |                                                                |
|  | Aerotitan                                                      |
|  |                                                                |
|  | Mistralazhdarcho                                               |
|  |                                                                |

|  | Aerotitan        |
|  |                  |
|  | Mistralazhdarcho |
|  |                  |

|  | Albadraco     |
|  |               |
|  | Hatzegopteryx |
|  |               |

|  | Quetzalcoatlus lawsoni                               |
|  |                                                      |
|  | Quetzalcoatlus northropi                             |
|  |                                                      |
|  | FSAC-OB 14 (Ouled Abdoun Basin, aff. Quetzalcoatlus) |
|  |                                                      |
|  | UCMP 114286 (Lance Formation, cf. Quetzalcoatlus)    |
|  |                                                      |

|  | Infernodrakon                                                                                                |
|  | |
|  | \| \| Arambourgiania \| \| \| \| \| \| MPPM 2000.23.1 (Coon Creek Formation, Arambourgiania sp.) \| \| \| \| |
|  | |
|  | Arambourgiania                                                                                               |
|  | |
|  | MPPM 2000.23.1 (Coon Creek Formation, Arambourgiania sp.)                                                    |
|  | |

|  | Arambourgiania                                            |
|  |                                                           |
|  | MPPM 2000.23.1 (Coon Creek Formation, Arambourgiania sp.) |
|  |                                                           |

|  | Quetzalcoatlus lawsoni                               |
|  |                                                      |
|  | Quetzalcoatlus northropi                             |
|  |                                                      |
|  | FSAC-OB 14 (Ouled Abdoun Basin, aff. Quetzalcoatlus) |
|  |                                                      |
|  | UCMP 114286 (Lance Formation, cf. Quetzalcoatlus)    |
|  |                                                      |

|  | Infernodrakon                                                                                                |
|  | |
|  | \| \| Arambourgiania \| \| \| \| \| \| MPPM 2000.23.1 (Coon Creek Formation, Arambourgiania sp.) \| \| \| \| |
|  | |
|  | Arambourgiania                                                                                               |
|  | |
|  | MPPM 2000.23.1 (Coon Creek Formation, Arambourgiania sp.)                                                    |
|  | |

|  | Arambourgiania                                            |
|  |                                                           |
|  | MPPM 2000.23.1 (Coon Creek Formation, Arambourgiania sp.) |
|  |                                                           |

|  | Quetzalcoatlus lawsoni                               |
|  |                                                      |
|  | Quetzalcoatlus northropi                             |
|  |                                                      |
|  | FSAC-OB 14 (Ouled Abdoun Basin, aff. Quetzalcoatlus) |
|  |                                                      |
|  | UCMP 114286 (Lance Formation, cf. Quetzalcoatlus)    |
|  |                                                      |

|  | Infernodrakon                                                                                                |
|  | |
|  | \| \| Arambourgiania \| \| \| \| \| \| MPPM 2000.23.1 (Coon Creek Formation, Arambourgiania sp.) \| \| \| \| |
|  | |
|  | Arambourgiania                                                                                               |
|  | |
|  | MPPM 2000.23.1 (Coon Creek Formation, Arambourgiania sp.)                                                    |
|  | |

|  | Arambourgiania                                            |
|  |                                                           |
|  | MPPM 2000.23.1 (Coon Creek Formation, Arambourgiania sp.) |
|  |                                                           |

|  | Quetzalcoatlus lawsoni                               |
|  |                                                      |
|  | Quetzalcoatlus northropi                             |
|  |                                                      |
|  | FSAC-OB 14 (Ouled Abdoun Basin, aff. Quetzalcoatlus) |
|  |                                                      |
|  | UCMP 114286 (Lance Formation, cf. Quetzalcoatlus)    |
|  |                                                      |

|  | Infernodrakon                                                                                                |
|  | |
|  | \| \| Arambourgiania \| \| \| \| \| \| MPPM 2000.23.1 (Coon Creek Formation, Arambourgiania sp.) \| \| \| \| |
|  | |
|  | Arambourgiania                                                                                               |
|  | |
|  | MPPM 2000.23.1 (Coon Creek Formation, Arambourgiania sp.)                                                    |
|  | |

|  | Arambourgiania                                            |
|  |                                                           |
|  | MPPM 2000.23.1 (Coon Creek Formation, Arambourgiania sp.) |
|  |                                                           |

|  | Albadraco     |
|  |               |
|  | Hatzegopteryx |
|  |               |

|  | Quetzalcoatlus lawsoni                               |
|  |                                                      |
|  | Quetzalcoatlus northropi                             |
|  |                                                      |
|  | FSAC-OB 14 (Ouled Abdoun Basin, aff. Quetzalcoatlus) |
|  |                                                      |
|  | UCMP 114286 (Lance Formation, cf. Quetzalcoatlus)    |
|  |                                                      |

|  | Infernodrakon                                                                                                |
|  | |
|  | \| \| Arambourgiania \| \| \| \| \| \| MPPM 2000.23.1 (Coon Creek Formation, Arambourgiania sp.) \| \| \| \| |
|  | |
|  | Arambourgiania                                                                                               |
|  | |
|  | MPPM 2000.23.1 (Coon Creek Formation, Arambourgiania sp.)                                                    |
|  | |

|  | Arambourgiania                                            |
|  |                                                           |
|  | MPPM 2000.23.1 (Coon Creek Formation, Arambourgiania sp.) |
|  |                                                           |

|  | Quetzalcoatlus lawsoni                               |
|  |                                                      |
|  | Quetzalcoatlus northropi                             |
|  |                                                      |
|  | FSAC-OB 14 (Ouled Abdoun Basin, aff. Quetzalcoatlus) |
|  |                                                      |
|  | UCMP 114286 (Lance Formation, cf. Quetzalcoatlus)    |
|  |                                                      |

|  | Infernodrakon                                                                                                |
|  | |
|  | \| \| Arambourgiania \| \| \| \| \| \| MPPM 2000.23.1 (Coon Creek Formation, Arambourgiania sp.) \| \| \| \| |
|  | |
|  | Arambourgiania                                                                                               |
|  | |
|  | MPPM 2000.23.1 (Coon Creek Formation, Arambourgiania sp.)                                                    |
|  | |

|  | Arambourgiania                                            |
|  |                                                           |
|  | MPPM 2000.23.1 (Coon Creek Formation, Arambourgiania sp.) |
|  |                                                           |

|  | Quetzalcoatlus lawsoni                               |
|  |                                                      |
|  | Quetzalcoatlus northropi                             |
|  |                                                      |
|  | FSAC-OB 14 (Ouled Abdoun Basin, aff. Quetzalcoatlus) |
|  |                                                      |
|  | UCMP 114286 (Lance Formation, cf. Quetzalcoatlus)    |
|  |                                                      |

|  | Infernodrakon                                                                                                |
|  | |
|  | \| \| Arambourgiania \| \| \| \| \| \| MPPM 2000.23.1 (Coon Creek Formation, Arambourgiania sp.) \| \| \| \| |
|  | |
|  | Arambourgiania                                                                                               |
|  | |
|  | MPPM 2000.23.1 (Coon Creek Formation, Arambourgiania sp.)                                                    |
|  | |

|  | Arambourgiania                                            |
|  |                                                           |
|  | MPPM 2000.23.1 (Coon Creek Formation, Arambourgiania sp.) |
|  |                                                           |

|  | Quetzalcoatlus lawsoni                               |
|  |                                                      |
|  | Quetzalcoatlus northropi                             |
|  |                                                      |
|  | FSAC-OB 14 (Ouled Abdoun Basin, aff. Quetzalcoatlus) |
|  |                                                      |
|  | UCMP 114286 (Lance Formation, cf. Quetzalcoatlus)    |
|  |                                                      |

|  | Infernodrakon                                                                                                |
|  | |
|  | \| \| Arambourgiania \| \| \| \| \| \| MPPM 2000.23.1 (Coon Creek Formation, Arambourgiania sp.) \| \| \| \| |
|  | |
|  | Arambourgiania                                                                                               |
|  | |
|  | MPPM 2000.23.1 (Coon Creek Formation, Arambourgiania sp.)                                                    |
|  | |

|  | Arambourgiania                                            |
|  |                                                           |
|  | MPPM 2000.23.1 (Coon Creek Formation, Arambourgiania sp.) |
|  |                                                           |

|  | Zhejiangopterus                                                |
|  |                                                                |
|  | \| \| Aerotitan \| \| \| \| \| \| Mistralazhdarcho \| \| \| \| |
|  |                                                                |
|  | Aerotitan                                                      |
|  |                                                                |
|  | Mistralazhdarcho                                               |
|  |                                                                |

|  | Aerotitan        |
|  |                  |
|  | Mistralazhdarcho |
|  |                  |

|  | Albadraco     |
|  |               |
|  | Hatzegopteryx |
|  |               |

|  | Quetzalcoatlus lawsoni                               |
|  |                                                      |
|  | Quetzalcoatlus northropi                             |
|  |                                                      |
|  | FSAC-OB 14 (Ouled Abdoun Basin, aff. Quetzalcoatlus) |
|  |                                                      |
|  | UCMP 114286 (Lance Formation, cf. Quetzalcoatlus)    |
|  |                                                      |

|  | Infernodrakon                                                                                                |
|  | |
|  | \| \| Arambourgiania \| \| \| \| \| \| MPPM 2000.23.1 (Coon Creek Formation, Arambourgiania sp.) \| \| \| \| |
|  | |
|  | Arambourgiania                                                                                               |
|  | |
|  | MPPM 2000.23.1 (Coon Creek Formation, Arambourgiania sp.)                                                    |
|  | |

|  | Arambourgiania                                            |
|  |                                                           |
|  | MPPM 2000.23.1 (Coon Creek Formation, Arambourgiania sp.) |
|  |                                                           |

|  | Quetzalcoatlus lawsoni                               |
|  |                                                      |
|  | Quetzalcoatlus northropi                             |
|  |                                                      |
|  | FSAC-OB 14 (Ouled Abdoun Basin, aff. Quetzalcoatlus) |
|  |                                                      |
|  | UCMP 114286 (Lance Formation, cf. Quetzalcoatlus)    |
|  |                                                      |

|  | Infernodrakon                                                                                                |
|  | |
|  | \| \| Arambourgiania \| \| \| \| \| \| MPPM 2000.23.1 (Coon Creek Formation, Arambourgiania sp.) \| \| \| \| |
|  | |
|  | Arambourgiania                                                                                               |
|  | |
|  | MPPM 2000.23.1 (Coon Creek Formation, Arambourgiania sp.)                                                    |
|  | |

|  | Arambourgiania                                            |
|  |                                                           |
|  | MPPM 2000.23.1 (Coon Creek Formation, Arambourgiania sp.) |
|  |                                                           |

|  | Quetzalcoatlus lawsoni                               |
|  |                                                      |
|  | Quetzalcoatlus northropi                             |
|  |                                                      |
|  | FSAC-OB 14 (Ouled Abdoun Basin, aff. Quetzalcoatlus) |
|  |                                                      |
|  | UCMP 114286 (Lance Formation, cf. Quetzalcoatlus)    |
|  |                                                      |

|  | Infernodrakon                                                                                                |
|  | |
|  | \| \| Arambourgiania \| \| \| \| \| \| MPPM 2000.23.1 (Coon Creek Formation, Arambourgiania sp.) \| \| \| \| |
|  | |
|  | Arambourgiania                                                                                               |
|  | |
|  | MPPM 2000.23.1 (Coon Creek Formation, Arambourgiania sp.)                                                    |
|  | |

|  | Arambourgiania                                            |
|  |                                                           |
|  | MPPM 2000.23.1 (Coon Creek Formation, Arambourgiania sp.) |
|  |                                                           |

|  | Quetzalcoatlus lawsoni                               |
|  |                                                      |
|  | Quetzalcoatlus northropi                             |
|  |                                                      |
|  | FSAC-OB 14 (Ouled Abdoun Basin, aff. Quetzalcoatlus) |
|  |                                                      |
|  | UCMP 114286 (Lance Formation, cf. Quetzalcoatlus)    |
|  |                                                      |

|  | Infernodrakon                                                                                                |
|  | |
|  | \| \| Arambourgiania \| \| \| \| \| \| MPPM 2000.23.1 (Coon Creek Formation, Arambourgiania sp.) \| \| \| \| |
|  | |
|  | Arambourgiania                                                                                               |
|  | |
|  | MPPM 2000.23.1 (Coon Creek Formation, Arambourgiania sp.)                                                    |
|  | |

|  | Arambourgiania                                            |
|  |                                                           |
|  | MPPM 2000.23.1 (Coon Creek Formation, Arambourgiania sp.) |
|  |                                                           |

|  | Albadraco     |
|  |               |
|  | Hatzegopteryx |
|  |               |

|  | Quetzalcoatlus lawsoni                               |
|  |                                                      |
|  | Quetzalcoatlus northropi                             |
|  |                                                      |
|  | FSAC-OB 14 (Ouled Abdoun Basin, aff. Quetzalcoatlus) |
|  |                                                      |
|  | UCMP 114286 (Lance Formation, cf. Quetzalcoatlus)    |
|  |                                                      |

|  | Infernodrakon                                                                                                |
|  | |
|  | \| \| Arambourgiania \| \| \| \| \| \| MPPM 2000.23.1 (Coon Creek Formation, Arambourgiania sp.) \| \| \| \| |
|  | |
|  | Arambourgiania                                                                                               |
|  | |
|  | MPPM 2000.23.1 (Coon Creek Formation, Arambourgiania sp.)                                                    |
|  | |

|  | Arambourgiania                                            |
|  |                                                           |
|  | MPPM 2000.23.1 (Coon Creek Formation, Arambourgiania sp.) |
|  |                                                           |

|  | Quetzalcoatlus lawsoni                               |
|  |                                                      |
|  | Quetzalcoatlus northropi                             |
|  |                                                      |
|  | FSAC-OB 14 (Ouled Abdoun Basin, aff. Quetzalcoatlus) |
|  |                                                      |
|  | UCMP 114286 (Lance Formation, cf. Quetzalcoatlus)    |
|  |                                                      |

|  | Infernodrakon                                                                                                |
|  | |
|  | \| \| Arambourgiania \| \| \| \| \| \| MPPM 2000.23.1 (Coon Creek Formation, Arambourgiania sp.) \| \| \| \| |
|  | |
|  | Arambourgiania                                                                                               |
|  | |
|  | MPPM 2000.23.1 (Coon Creek Formation, Arambourgiania sp.)                                                    |
|  | |

|  | Arambourgiania                                            |
|  |                                                           |
|  | MPPM 2000.23.1 (Coon Creek Formation, Arambourgiania sp.) |
|  |                                                           |

|  | Quetzalcoatlus lawsoni                               |
|  |                                                      |
|  | Quetzalcoatlus northropi                             |
|  |                                                      |
|  | FSAC-OB 14 (Ouled Abdoun Basin, aff. Quetzalcoatlus) |
|  |                                                      |
|  | UCMP 114286 (Lance Formation, cf. Quetzalcoatlus)    |
|  |                                                      |

|  | Infernodrakon                                                                                                |
|  | |
|  | \| \| Arambourgiania \| \| \| \| \| \| MPPM 2000.23.1 (Coon Creek Formation, Arambourgiania sp.) \| \| \| \| |
|  | |
|  | Arambourgiania                                                                                               |
|  | |
|  | MPPM 2000.23.1 (Coon Creek Formation, Arambourgiania sp.)                                                    |
|  | |

|  | Arambourgiania                                            |
|  |                                                           |
|  | MPPM 2000.23.1 (Coon Creek Formation, Arambourgiania sp.) |
|  |                                                           |

|  | Quetzalcoatlus lawsoni                               |
|  |                                                      |
|  | Quetzalcoatlus northropi                             |
|  |                                                      |
|  | FSAC-OB 14 (Ouled Abdoun Basin, aff. Quetzalcoatlus) |
|  |                                                      |
|  | UCMP 114286 (Lance Formation, cf. Quetzalcoatlus)    |
|  |                                                      |

|  | Infernodrakon                                                                                                |
|  | |
|  | \| \| Arambourgiania \| \| \| \| \| \| MPPM 2000.23.1 (Coon Creek Formation, Arambourgiania sp.) \| \| \| \| |
|  | |
|  | Arambourgiania                                                                                               |
|  | |
|  | MPPM 2000.23.1 (Coon Creek Formation, Arambourgiania sp.)                                                    |
|  | |

|  | Arambourgiania                                            |
|  |                                                           |
|  | MPPM 2000.23.1 (Coon Creek Formation, Arambourgiania sp.) |
|  |                                                           |

## Ptérosaure en philatélie
L'espèce Hatzegopteryx thambena a fait l'objet d'un timbre postal en Roumanie en 2005

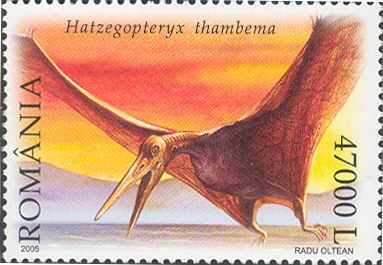
timbre postal en Roumanie en 2005

### Publication originale
- [2002] (en) E. Buffetaut, D. Grigorescu et Z. Csiki, « A new giant pterosaur with a robust skull from the latest cretaceous of Romania », Naturwissenschaften, Springer Science+Business Media, vol. 89, no 4,‎ avril 2002, p. 180-4 (ISSN 0028-1042 et 1432-1904, OCLC 01759509, PMID 12061403, DOI 10.1007/S00114-002-0307-1, lire en ligne). .